# Templo xintoísta

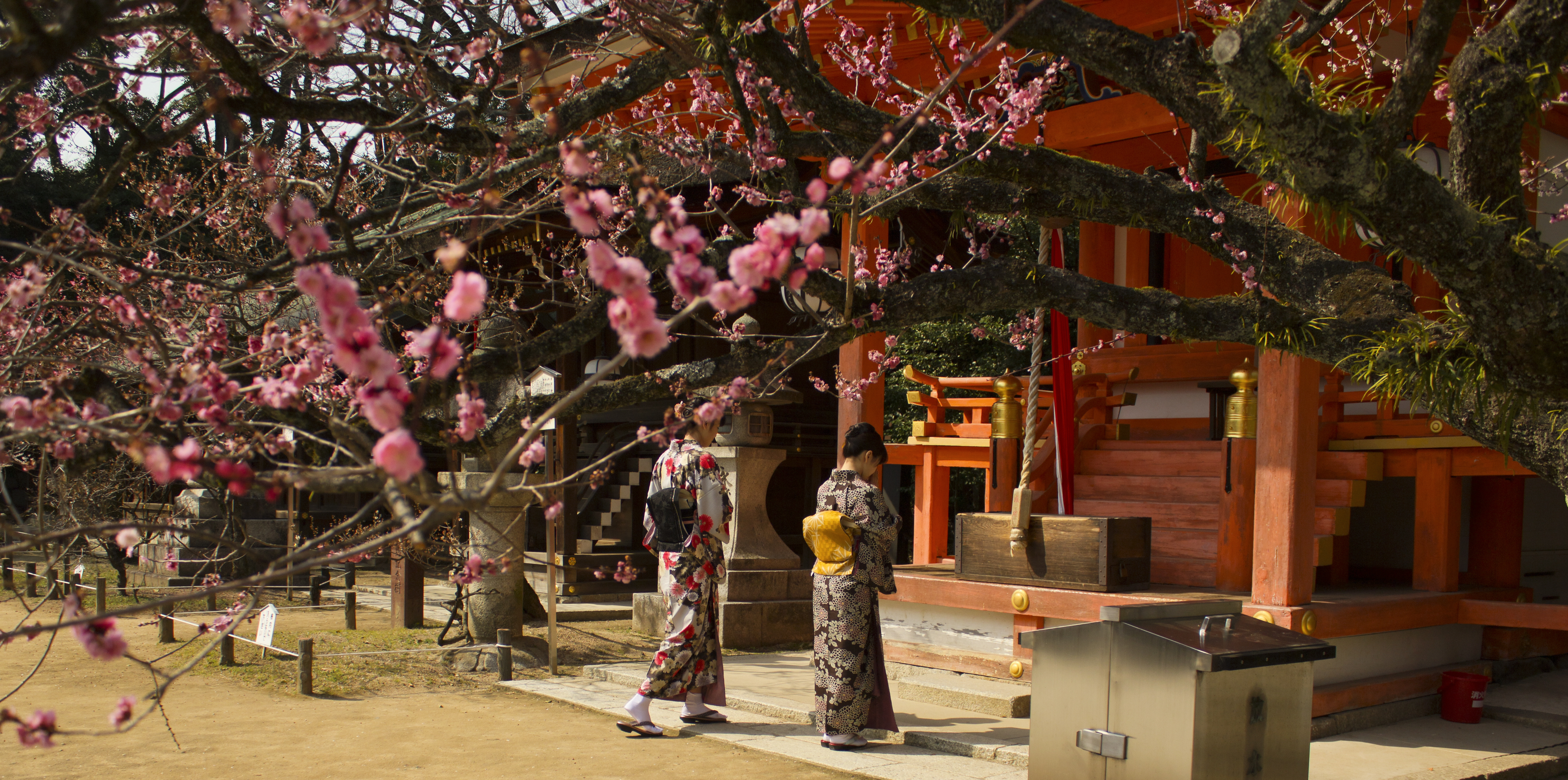
Duas mulheres rezando em frente de um templo

Um templo xintoísta (神社, jinja, arcaico: shinsha, significando: "lugar dos deuses") ou santuário xintoísta, é uma estrutura cujo propósito principal é abrigar ("consagrar ") um ou mais kamis xintoístas. Seu prédio mais importante é usado para guardar objetos sagrados e não para a adoração. Embora somente uma ou duas palavras ("templo" ou "santuário") sejam usados em português, em japonês os templos xintoístas podem carregar qualquer um dos diversos nomes, como gongen, -gū, jinja, jingū, mori, myōjin, -sha, taisha, ubusuna ou yashiro.
Estruturalmente, um templo xintoísta é geralmente caracterizado pela presença de um honden ou santuário, onde o kami é consagrado. O honden, no entanto, pode estar completamente ausente, como por exemplo quando o templo localiza-se em uma montanha sagrada à qual ele é dedicado, e que é adorada diretamente. O honden pode não estar presente também quando há por perto estruturas parecidas com um altar chamadas de himorogi ou objetos que, acredita-se, possam ser capazes de atrair espíritos chamados de yorishiro que podem servir como uma ligação direta com um kami. Pode haver um haiden (拝殿, salão de culto) e outras estruturas. No entanto, o edifício mais importante dos templos é usado para guardar objetos sagrados, ao invés de cultos.
Templos em miniatura (hokora) podem ocasionalmente ser encontrados em estradas. Grandes santuários às vezes contêm em seus recintos santuários em miniatura (sessha (摂社) ou massha (末社)). Os santuários portáveis (mikoshi) que são carregados durante festivais (matsuri) consagram kami e, portanto, são verdadeiros santuários.
Estima-se que o número de templos xintoístas no Japão seja por volta de 100 000.

## Nascimento e evolução dos templos xintoístas

### Origens antigas

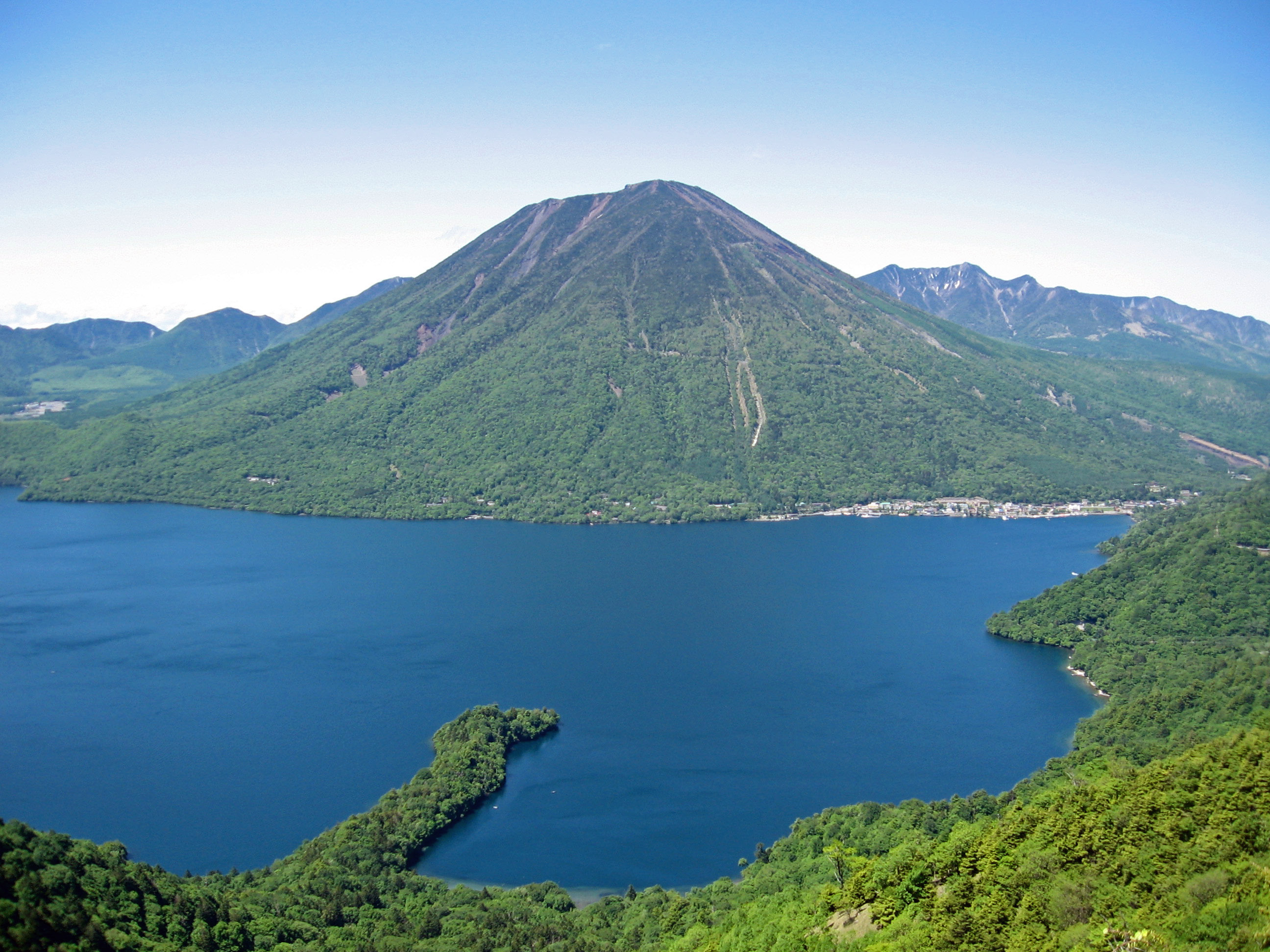
Monte Nantai, adorado no Futarasan Jinja, possui a forma de varas de pedra fálicas encontradas em sítios pré-agrícolas do Jomon.

Durante o período Yayoi, os japoneses não tinham a noção de divindades antropomórficas mas sentiam a presença de espíritos na natureza e seus fenômenos. Pensava-se que as montanhas, florestas, chuva, vento, trovão e às vezes animais carregavam um poder espiritual,cujas manifestações mundanas eram adoradas como um kami, entidades mais próximas na essência ao mana da Polinésia do que dos deuses ocidentais. Os espíritos que deram vida aos humanos vieram da natureza e retornaram a ela após a morte. Os ancestrais são, portanto, kamis a serem adorados. Os conselhos de vila do período Yayoi procuraram o conselho dos ancestrais e outros kamis, desenvolvendo instrumentos (yorishiro (依り代)) para evocá-los. Yoshishiro significa"abordagem substituta" e foram concebidos para atrair os kamis para permitir a eles espaço físico, assim tornando os kamis acessíveis aos seres humanos.
As sessões dos conselhos de vila ocorrem em lugares silenciosos nas montanhas ou nas florestas perto de grandes árvores ou outros objetos naturais que servem como yorishiro. Esses lugares sasgrados e seus yorishiro gradativamente evoluíam nos templos xintoístas de hoje, cujas origens podem ainda ser vistas nas palavras japonesas para "montanha" e "floresta", que também podem significar "santuário". Muitos templos têm em suas superfícies um dos dois grandes yorishiro: uma grande árvore, cercada por uma corda sagrada chamada de shimenawa (標縄・注連縄・七五三縄).
As primeiras construções em lugares dedicados a cultos foram cabanas construídas para abrigar um yorishiro. Um traço de sua origem pode ser encontrado no termo hokura (神庫), "celeiro da divindade", que evoluiu para hokora (escritos com os mesmos caracteres de 神庫), e é considerada uma das primeiras palavras para templo xintoísta.

### Primeiros templos temporários
Os verdadeiros templos xintoístas surgiram com o início da agricultura, quando a necessidade surgiu para atrair os kamis para assegurar boas colheitas. Esses eram, no entanto, apenas estruturas temporárias construídas para um propósito particular, uma tradição cujos traços podem ser encontrados em alguns rituais.　
Resquícios dos primeiros templos ainda podem ser encontrados em alguns lugares. O Omiwa Jinja, em Nara, por exemplo, não contém nenhuma imagem ou objeto sagrado porque acreditava-se que ele servia a montanha na qual foi construída. Essas imagens ou objetos seriam, portanto, desnecessários. Pela mesma razão, ele possui um salão de cultos (um haiden (拝殿)) mas não um lugar para abrigar o kami (shinden (神殿)). A arqueologia confirma que, durante o período Yayoi, o shintai (神体) (um yorishiro que realmenteabriga um kami consagrado) mais comum nos templos antigos eram perto dos picos das montanhas que forneciam fluxo de água para as planícies onde as pessoas viviam. Além do já mencionado Omiwa Jinja, outro exemplo importante é o Monte Nantai, uma montanha em formato fálico em Nikkō, que constitui o shintai do Futarasan Jinja. O nome Nantai (男体) significa o "corpo do homem". A montanha não só fornece água para os arrozais abaixo mas tem a forma de varas de pedra fálicas encontradas em sítio pré-agrícola Jomon.

## Chegada e impacto do budismo
A chegada do budismo mudou a situação, introduzindo no Japão o conceito de templo permanente. Um grande número de templos budistas foram construídos próximos a templos xintoístas existentes em complexos mistos chamados de jingū-ji (神宮寺, lit. templo santuário) para ajudar os sacerdotes a lidar com os kamis locais, tornando esses templos xintoístas permanentes. Em algum momento em sua evolução, a palavra Miya (宮), que significa "palácio", passou a ser usada, indicando que os templos xintoístas se tornaram as estruturas imponentes de hoje.
Quando os primeiros templos xintoístas permanentes foram construídos, o xintoísmo revelou uma forte tendência a resistir a mudanças arquitetônicas, uma tendência que se manifestou na famosa Shikinen sengū-sai (式年遷宮祭), a tradição de reconstruir templos xintoístas fielmente em intervalos regulares, aderindo estritamente ao seu projeto original. Este costume é a razão de os estilos de antigamente serem replicados por séculos até os dias de hoje, permanecendo mais ou menos intacto. O Santuário de Ise, ainda reconstruído a cada 20 anos, é o melhor exemplo existente. A tradição de reconstruir templos está presente em outras religiões, mas no xintoísmo ele tem desempenhado um papel particularmente significante na preservação de estilos arquitetônicos antigos. O Izumo Taisha, Sumiyoshi Taisha e Santuário Nishina Shinmei de fato representam cada um estilo diferente cuja origem, acredita-se, precede o budismo no Japão, uma religião que chegou ao Japão por volta do começo do século VI. Esses três estilos são conhecidos respectivamente como taisha-zukuri, sumiyoshi-zukuri e shinmei-zukuri (ver descrição abaixo).
Os santuários, é claro, não eram completamente imunes a mudanças, e de fato  mostram várias influências, particularmente aquelas do budismo, uma importação cultural que forneceu muito do vocabulário da arquitetura xintoísta. O rōmon (楼門, portão da torre), o Haiden, o kairō (回廊, corredor), o tōrō, ou lanterna de pedra,  e o  komainu, ou cachorros leões, (ver abaixo para uma explicação de cada termo) são todos elementos emprestados do budismo.

### Shinbutsu shūgōe ojingūji

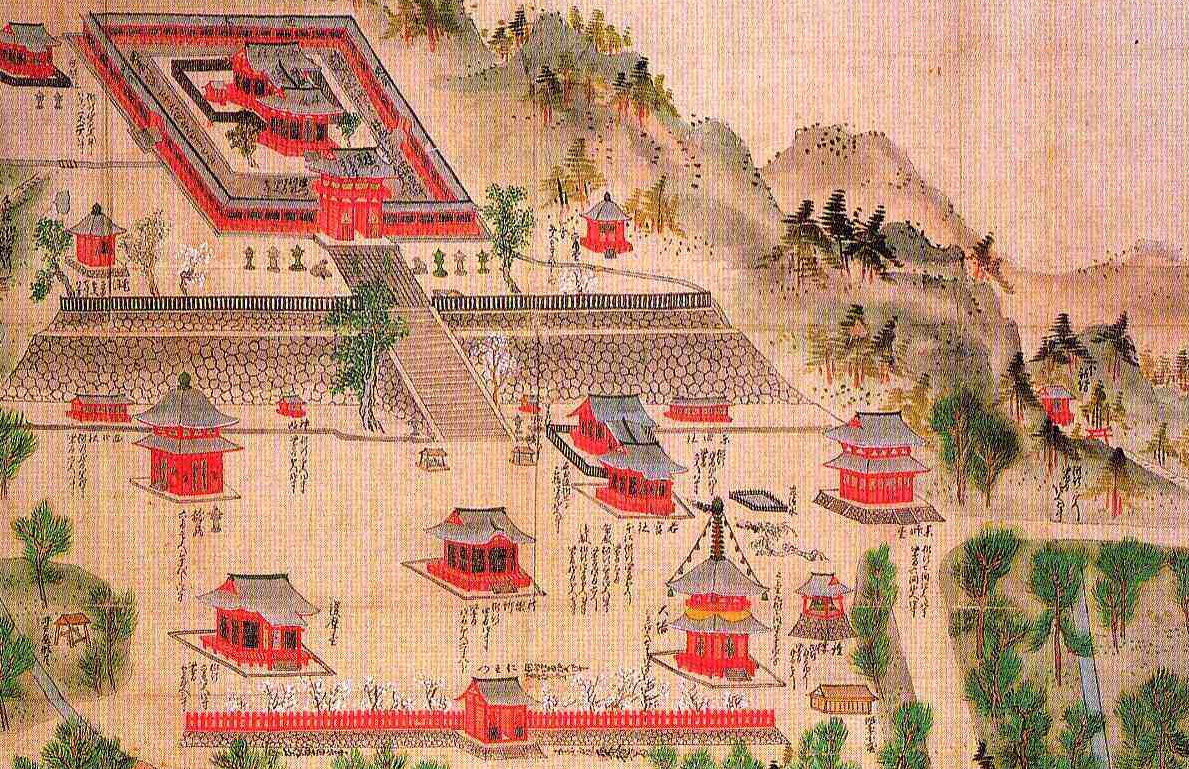
um exemplo de jingū-ji:Tsurugaoka Hachiman-gū-ji em um desenho antigo. Em primeiro plano, as estruturas budistas de templos-santuários, entre eles um pagode, a campanário e um niōmon. O templo xintoísta está acima.

Até o período Meiji (1868-1912), os templos xintoístas como os conhecemos hoje eram raros. Com algumas poucas exceções como o Santuário de Ise e o Izumo Taisha, eles era apenas uma parte de um complexo de templos-santuários controlado pelo clero budista. Esses complexos eram chamados de jingū-ji (神宮寺templo santuário), lugares de culto compostos por um templo budista e um templo xintoísta dedicado a um kami local. Os complexos surgiram quando um templo budista foi erguido próximo a um templo xintoísta para ajudar seu kami com seus problemas cármicos. Na época, pensava-se que o kami também era sujeito ao karma e, portanto, necessitava de uma salvação que apenas o budismo poderia oferecer. Tendo aparecido pela primeira vez durante o período Nara (710-794), o jingū-ji permaneceu comum por mais de um milênio até que, com algumas exceções, eles foram destruídos devido a novas políticas da administração Meiji em 1868.

### Shinbutsu bunri
O templo xintoísta passaram por uma mudança cataclísmica quando a administração Meiji promulgou uma nova política de separação do kami dos budas estrangeiros (shinbutsu bunri) com a Ordem de Separação dos Kamis e Budas (神仏判然令, Shinbutsu Hanzenrei). Este evento é de grande importância história parcialmente porque ele iniciou o haibutsu kishaku, um violento movimento antibudista que nos anos finais do xogunato Tokugawa e durante a Restauração Meiji causou o fechamento forçado de milhares de templos budistas, a confiscação de suas terras, o retorno forçado à vida mundana dos monges, e a destruição dos livros, estátuas e outras propriedades budistas.
Até o final do período Edo, as crenças no kami local e o budismo estavam intimamente conectados no que era chamado de shinbutsu shūgō (神仏習合), até o ponto de que os mesmos edifícios eram usados tanto como templos xintoístas como templos budistas.
Após a lei, os dois seriam separados à força, causando um grande dano ao patrimônio da nação. Isto foi feito em algumas fases. Uma primeira ordem emitida pelo Jingijimuka em abril de 1868 ordenou a exoneração do shasō e do bettō (os monges xintoístas que realizavam rituais budistas em templos xintoístas).
Alguns dias mais tarde, o 'Daijōkan' baniu o uso da terminologia budista como gongen  para kami e a veneração de estátuas budistas nos templos xintoístas.
A terceira fase consistia na proibição contra o uso do termo budista Daibosatsu (Grande Bodhisattva) para o kami sincrético  Hachiman no Iwashimizu Hachiman-gū e Usa Hachiman-gū.
Na quarta e última fase, todos os bettō e shasō exonerados foram obrigados a se tornarem "sacerdotes de templos xintoístas" (kannushi) e retornarem a seus templos xintoístas. Os monges da seita Nichiren também foram obrigados a não se referirem a algumas divindades como kami.
Após um curto período no qual gozava de favor popular, o processo de separação dos budas e dos kamis, no entanto, parou e ainda está apenas parcialmente completo: hoje em dia, quase os templos budistas no Japão possuem um pequeno templo xintoísta (chinjusha) dedicado ao kami xintoísta tutelar e, por outro lado, as figuras budistas (por exemplo, a deusa Kannon)  são reveradas em templos xintoístas.

## Shintai

O Monte Fuji é o mais famoso shintai do Japão.

As características que definem um templo xintoísta são o kami que ele consagra e o shintai (ou go-shintai se o prefixo honorífico go- é usado) que ele abriga. Apesar de o nome literalmente significar "corpo de um kami", o shintai são objetos cultuados dentro ou próximo dos templos xintoístas porque acredita-se que um kami reside neles. Ao contrário do que pode sugerir, os shintai não são eles próprios parte de um kami, mas sim repositórios simbólicos que tornam possível aos seres humanos a adoração. Fala-se que, portanto, o kami habita eles. Os Shintai também são necessariamente yorishiro, objetos que por sua própria natureza são capazes de atrair o kami.
Os shintai mais comuns são objetos feitos por homens como espelhos, espadas, joias (por exemplo, pedras em forma de vírgula, chamadas de magatama), gohei (varinhas usadas durante rituais religiosos), e esculturas de kami chamadas de shinzō (神像), mas elas também podem ser objetos naturais como rochas, montanhas, árvores e cachoeiras. As montanhas estão entre as primeiras e ainda entre as mais importantes shintai, e são adoradas em alguns templos xintoístas famosos. Uma montanha que supostamente abriga um kami, como por exemplo o Monte Fuji ou Monte Miwa, é chamada de uma shintai-zan (ja:神体山). No caso de um shintai feito pelo homem, um kami deve ser convidado para residir nele (ver a próxima subseção, Kanjō).
A fundação de um novo templo xintoísta exige a presença de um shintai preexistente que ocorre naturalmente (por exemplo uma rocha ou cachoeira que abriga um kami local), ou de um artificial, que deve, portanto, ser adquirido ou construído para o propósito. Um exemplo do primeiro caso são as Cachoeiras de Nachi, cultuadas no Santuário de Hiryū Shrine, perto dp Kumano Nachi Taisha e que supostamente seria habitada por um kami chamado Hiryū Gongen.
O primeiro dever de um templo xintoísta é abrigar e proteger seu shintai e o kami que habita nele. Se um templo xintoísta possui mais de um edifício, o que contém o shintai é chamado de honden; como ele deve ser de uso exclusivo do kami, ele sempre é fechado ao público e não é usado para orações ou cerimônias religiosas. O shintai deixa o honden somente durante festivais (matsuri), quando ele é colocado em santuários portáteis (mikoshi) e são carregados pelas ruas entre os fiéis. O santuário portátil é usado para proteger fisicamente o shintai e escondê-lo da vista.

### Reconsagração
Muitas vezes a abertura de um novo templo xintoísta exigirá a divisão ritual de um kami e a transferência de um dos dois espíritos resultantes para a nova localização, onde ele irá animar o shintai. Este processo é chamado de kanjō, e os bunrei (分霊, espíritos divididos), go-bunrei (御分霊) ou wakemitama (分霊). Este processo de propagação, descrito pelos sacerdotes, ao contrário de seu nome, não como uma divisão mas como o ato de iluminar uma vela com uma outra já acesa, deixa o kami original intacto em seu local original e, portanto, não altera qualquer de suas propriedades. O espírito resultantes possui todas as qualidades do original e, portanto, é "vivo" e permanente. O processo é usado com frequência, por exemplo durante festivais xintoístas (Matsuri) para animar temporariamente templos xintoístas chamados de mikoshi.
A transferência não necessariamente ocorre de um templo xintoísta para outro: a nova localização do espírito dividido pode ser um objeto pertencente a uma pessoa ou a casa de um indivíduo. O processo de kanjō era de importância fundamental na criação da rede de templos xintoísta de todo o Japão (Santuário Inari, Santuário Hachiman, etc.).

## Templos xintoístas e redes de templos famosos

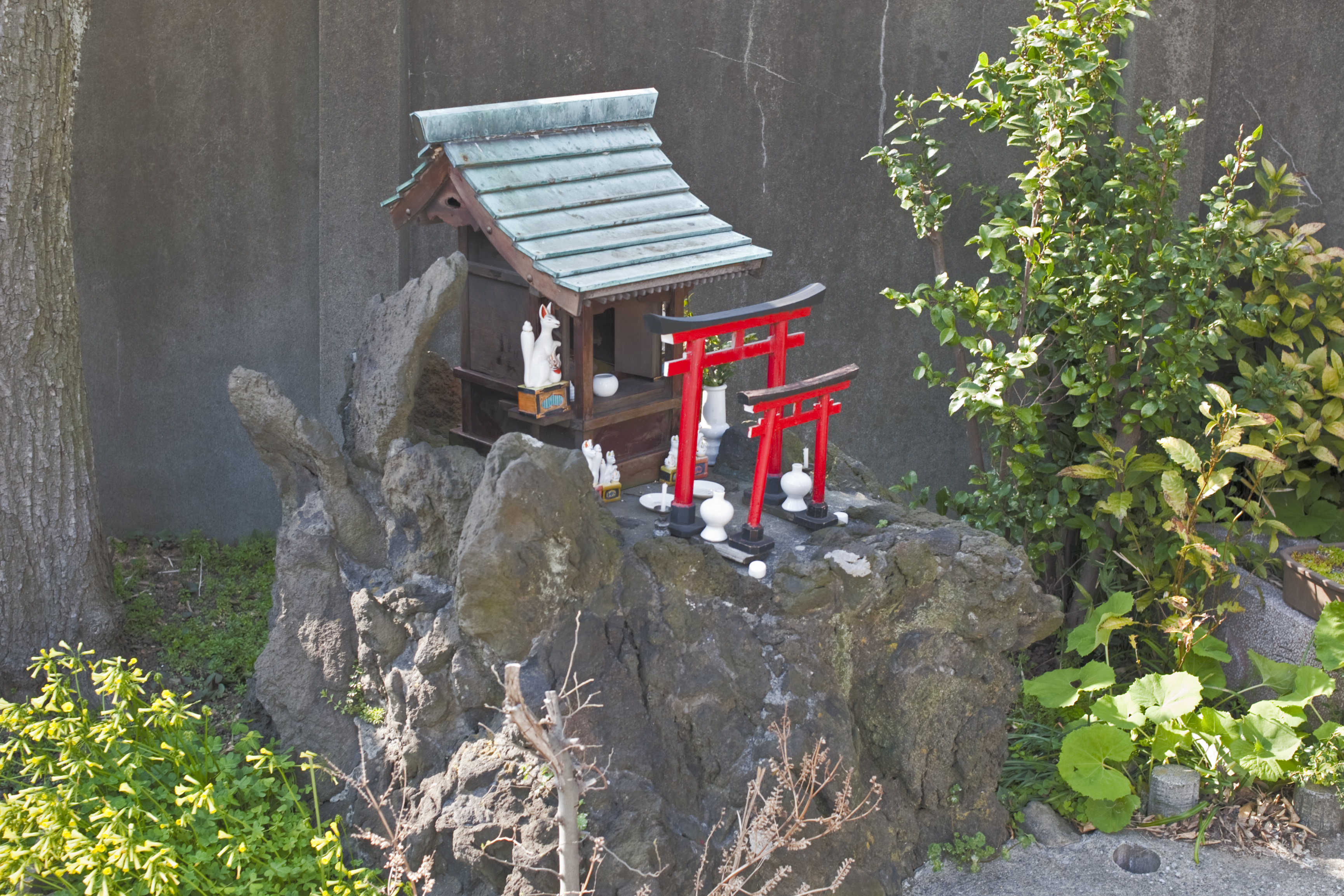
Um hokora na estrada dedicado ao kami Inari

Aqueles que são cultuados em um templo xintoísta são geralmente kami xintoístas, mas algumas vezes eles podem ser budistas ou divindades taoistas, bem como outros geralmente não pertencentes ao xintoísmo Alguns templos xintoístas foram estabelecidos para cultuar pessoas vivas ou figuras da mitologia e lendas. Um exemplo famoso são os santuários de Tōshō-gū erguidos para consagrar Tokugawa Ieyasu, ou os muitos santuários dedicados a Sugawara no Michizane, como o Kitano Tenman-gū.
Muitas vezes os templos xintoístas historicamente mais importantes não ficam em um antigo centro de poder como Quioto, Nara ou Kamakura. Por exemplo, o Santuário de Ise, o santuário familiar da Casa Imperial do Japão, é em Mie. O Santuário de Izumo, um dos templos xintoístas mais antigos e reverenciados do Japão, está em Shimane. Isto se deve ao fato de que sua localização é de kamis tradicionalmente importantes, e não de instituições temporárias.
Alguns templos xintoístas existem somente em uma localidade, enquanto outros são o centro de uma rede de templos ramais (分社, bunsha) que se estende por todo o país. A expansão de um kami pode ser devido a um ou mais diferentes mecanismos. A mais normal é uma operação chamada de kanjō (ver a seção Reconsagração acima), um processo de propagação através do qual um kami é convidado para a nova localidade e lá é reconsagrado. O novo templo xintoísta é administrativamente independente daquele que o originou.
No entanto, outros mecanismos de transferências existem. No caso do Santuário de Ise, por exemplo, sua rede de templos Shinmeis (de Shinmei (神明), outro nome para Amaterasu) cresceu devido a duas causas concorrentes. Durante o final do período Heian, o culto a Amaterasu, adorado inicialmente no Santuário de Ise, iniciou a se expandir às possessões do santuário através do mecanismo normal de kanjō. Mais tarde, os templos ramais começaram a aparecer em locais mais distantes. A primeira evidência de um templo Shinmei longe de Ise é dada pelo Azuma Kagami, um texto do período Kamakura que se refere à aparência do Amanawa Shinmei-gū' em Kamakura (Kanagawa). Amaterasu começou a ser adorado em outras partes do país também devido ao fenômeno dos conhecidos tobi shinmei (飛び神明, Shinmei voadores), a crença que ela voaria para outras localidades e se estabeleceria por lá. Mecanismos semelhantes foram responsável pela expansão de outros kamispelo país.

### Templos xintoístas famosos

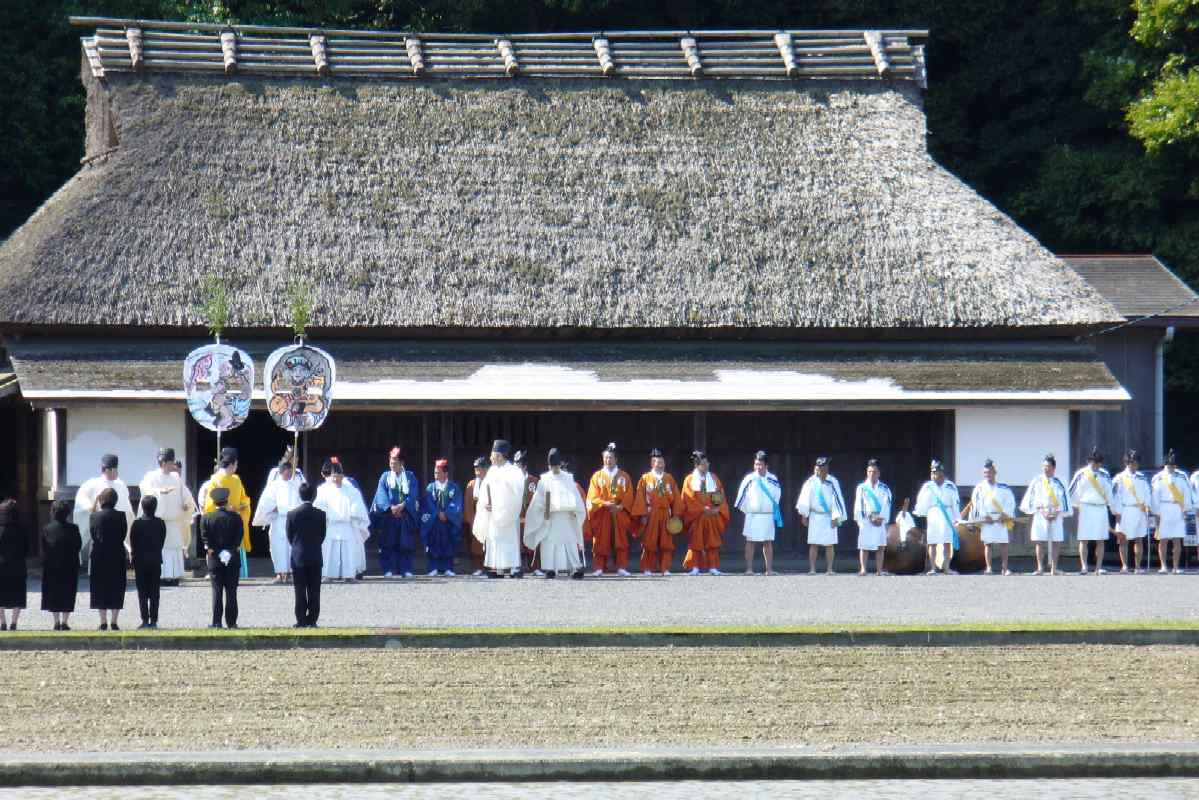
Desde 1871, o Santuário de Ise era o mais importante templo xintoísta do Japão.

O Santuário de Ise na província de Mie, junto com o Santuário de Izumo, é o templo xintoísta mais representativo e historicamente importante no Japão.
Os kamis que os dois consagram têm papéis fundamentais no Kojiki e Nihon Shoki, dois textos de grande importância para o xintoísmo. Como o seu kami, Amaterasu, é um ancestral do Imperador, o Santuário de Ise é o santuário familiar da Casa Imperial. O Santuário de Ise, no entanto, é dedicado especificamente ao imperador e, no passado, até mesmo sua mãe, esposa e avó precisavam de sua permissão para orar lá. Sua fundação tradicional e mitológica data de antes de 4 a.C, mas os historiadores acreditam que ele foi fundado por volta do século III ao V.
O Santuário de Izumo (província de Shimane) é tão antigo que não há nenhum documento sobre sua origem e portanto o ano de sua fundação é desconhecido. O templo xintoísta está no centro de uma série de sagas e mitos populares. O kami que ele consagra, Ookuninushi, criou o Japão antes de ser povoado pelos descendentes de Amaterasu, os ancestrais do Imperador. Devido à sua distância remota, em épocas histórias Izumo foi ofuscado em fama por outros lugares, mas há ainda uma crença generalizada que em outubro todos os deuses japoneses encontram-se lá. Por esta razão, este mês também é conhecido como Mês sem Deuses (神無月, Kannazuki) (um de seus nomes no antigo calendário lunar), enquanto somente no Santuário de Izumo ele é conhecido como Mês com Deuses (神在月 ou 神有月, Kamiarizuki).
Fushimi Inari Taisha é o templo xintoísta central de uma grande rede de templos no Japão, que possui mais de 32 000 membros (cerca de um terço do total). O culto ao Inari Okami iniciou aqui no século VIII e continuou desde então, expandindo-se para o resto do país. Localizado em Fushimi, Quioto, o templo situa-se na base de uma montanha que também se chama Inari, e inclui trilhas montanha acima para muitos templos menores. Outro grande exemplo é o Santuário Yūtoku Inari, na cidade de Kashima, província de Saga.
O Santuário de Usa, na província de Oita, (chamado em japonês de Usa Jingū ou Usa Hachiman-gū) é, junto com o Iwashimizu Hachiman-gū, o centro da rede de templos Hachiman. O culto a Hachiman iniciou pelo menos durante o período Nara (710-794). No ano de 860, o kami foi dividido e levado para o Iwashimizu Hachiman-gū em Quioto, que tornou-se o foco do culto a Hachiman na capital. Localizado no topo do Monte Otokoyama, o Usa Hachiman-gū é dedicado ao Imperador Ojin, sua mãe Imperatriz Jungū e a kami fêmea Hime no Okami.
O Santuário de Itsukushima é, junto como o Munakata Taisha, o centro da rede de templos Munakata (ver abaixo). Lembrado por seu torii que se ergue no meio das águas, é um Patrimônio Cultural da Humanidade. O templo é dedicado às três filhas de Susano-o no Mikoto,  um kami dos mares e tempestades e irmão do grande sol kami.
Kasuga-Taisha é um templo xintoísta na cidade de Nara, na província de Nara, Japão. Fundado em 768 d.C. e reconstruído por algumas vezes durante os séculos, é o templo do clã Fujiwara. O interior é valorizado por suas várias lanternas de bronze, bem como as várias lanternas de pedra que levam até o templo. O estilo arquitetônico Kasuga-zukuri leva seu nome do honden de Kasuga Taisha.
O complexo de templos de Kumano Sanzan, centro da rede de templos de Kumano, inclui o Kumano Hayatama Taisha, em (Shingu, Wakayama), Kumano Hongu Taisha ( Tanabe, Wakayama), e Kumano Nachi Taisha (Nachikatsuura, Wakayama). Os templos ficam entre 20 a 40 km de distância um dos outros. Eles são conectados por rotas de peregrinação conhecidas como "Kumano Sankeimichi" (熊野参詣道). O grande complexo de Kumano Sanzan também inclui dois templos budistas, Seiganto-ji e Fudarakusan-ji.
A importância religiosa da região de Kumano data de épocas pré-históricas, e portanto antecede todas as religiões modernas do Japão. A área era, e ainda é, considerada um local de cura física.
O Santuário Yasukuni, em Tóquio, é dedicado aos soldados e outras pessoas que morreram lutando em nome do Imperador do Japão.

### Redes de templos
Estima-se que havia cerca de mais de 80 000 templos xintoístas no Japão. A maioria dos templos xintoístas estão associados a alguma rede de templos. Isto contando apenas templos com sacerdotes residentes. Se os templos menores (tais como templos nas estradas ou para uso doméstico) forem incluídos, o número aumentaria por pelo menos uma ordem de magnitude. Eles são altamente concentrados; mas de um terço estão associados com Inari (mais de 30 mil templos), e as seis maiores redes correspondem a 90% de todos os templos xintoístas, embora haja pelo menos 200 redes com mais de 200 templos.
| As dez maiores redes de templos no Japão | Templos filiais | Templo central                                                       |
| ---------------------------------------- | --------------- | -------------------------------------------------------------------- |
| Santuário Inari                          | 32 000          | Fushimi Inari Taisha (Quioto)                                        |
| Santuário Hachiman                       | 25 000          | Usa Hachiman-gū (Oita, Kyushu), Iwashimizu Hachiman-gū (Quioto)      |
| Templos Shinmei                          | 18 000          | Ise Jingū (Mie)                                                      |
| Templos Tenjin                           | 10 500          | Dazaifu Tenman-gū (Fukuoka, Kyushu), Kitano Tenman-gū (Quioto)       |
| Templos Munakata                         | 8 500           | Munakata Taisha (Fukuoka, Kyushu), Templo de Itsukushima (Hiroshima) |
| Templos Suwa                             | 5 000           | Suwa Taisha (Nagano)                                                 |
| Templos Hiyoshi                          | 4 000           | Hiyoshi Taisha (Shiga)                                               |
| Santuário Kumano                         | 3 000           | Kumano Nachi Taisha (Wakayama)                                       |
| Templos Tsushima                         | 3 000           | Santuário Tsushima (Aichi)                                           |
| Templos Yasaka                           | 3 000           | Santuário Yasaka (Quioto)                                            |

#### Templos de Inari
O número de templos ramais dá uma indicação aproximada de sua importância religiosa e nem o Santuário de Ise nem o Izumo-taisha podem exigir o primeiro lugar. De longe, os mais numerosos são os templos xintoístas dedicados ao Inari, o kami que tutela a agricultura popular em todo o Japão, que sozinho constitui quase um terço do total. O Inari também protege a pesca, o comércio e a produtividade em geral. Por esta razão, muitas corporações modernas possuem templos xintoístas dedicados a Inari. Os templos de Inari são geralmente muito pequenos e portanto fáceis de manter, mas também pode ser muitos grandes, como no caso do Fishimi Inari Taisha, o templo central da rede. O kami também é consagrado em alguns templos budistas.
A entrada para um templo de Inari é geralmente marcado por um ou mais toriis vermilion e duas raposas brancas (ver foto acima). Esta cor vermelha veio a ser identificada com Inari devido à prevaência de seu uso entre os templos de Inari e seus torii. Acredita-se que as estátuas de kitsune são algumas vezes  uma forma assumida por Inari, e eles geralmente vêm em pares, representando um macho e uma fêmea, embora o sexo normalmente não é óbvio. Essas estátuas de raposa seguram um item simbólico em suas bocas ou debaixo de uma pata dianteira – mais frequentemente uma joia e uma chave, mas uma pilha de arroz, um pergaminho ou um filhote de raposa também são comuns. Quase todos os templos de Inari, não importando quão pequenos, mostrarão ao menos um par dessas estátuas, geralmente ao lado, no altar ou em frente do templo principal.

#### Templos Hachiman

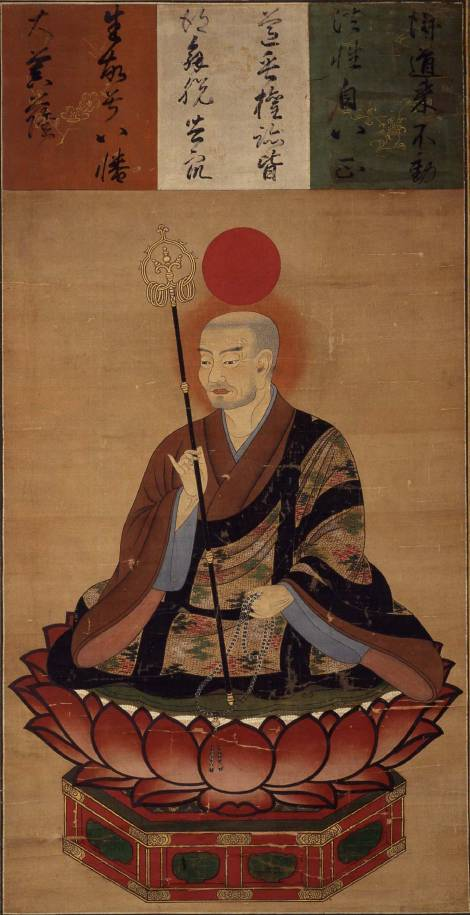
Hachiman em vestes budistas

Como uma entidade sincrética cultuada como um kami e um daibosatsu budista, o Hachiman é intimamente associado ao aprendizado e aos guerreiros. No século VI ou VII, o Imperador Ojin e sua mãe, a Imperadora Jingu, vieram a ser identificados juntos com Hachiman. Consagrado pela primeira vez no Usa Hachiman-gū na província de Oita, o Hachiman era muito reverenciado durante o período Heian. De acordo com o Kojiki, foi Ojin quem convidou estudiosos coreanos e chineses ao Japão, e por esta razão ele é o patrono da escrita e do aprendizado.
Como o Imperador Ojin foi um ancestral do cão MInamoto, Hachiman tornou-se o kami tutelar (氏神, ujigami) do clã samurai Minamoto de Kawachi (Osaka). Após Minamoto no Yoritomo tornar-se xogum e estabelecer o xogunato Kamakura, a popularidade de Hachiman cresceu e ele se tornou, por extensão, o protetor da classe guerreira que o xogum trouxe ao poder. Por esta razão, o shintai de um templo Hachiman é geralmente um estribo ou um arco.
Durante o período medieval japonês, o culto a Hachiman espalhou-se por todo o Japão não somente entre os samurais, mas também entre os camponeses. Hoje, há 25 000 templos xintoístas no Japão dedicado a ele, o segundo mais numeroso após a rede de templos de Inari. Usa Hachiman-gū é o templo central da rede, junto com Iwashimizu Hachiman-gū. No entanto, o Santuário Hakozani e o Tsurugaoka Hachiman-gū são historicamente equivalentes e são mais populares.

#### Templos Munakata
Tendo como templo central o Munakata Taisha de Kyushu e o Santuário de Itsukushima, os templos xintoístas nesta rede consagram as Três Kamis Fêmeas de Munakata (宗像三女神, Munakata Sanjoshin), Chikishima Hime-no-Kami, Tagitsu Hime-no-Kami e Tagori Hime-no-Kami. Os mesmos três kamis são consagrados em toda a rede, algumas vezes com um nome diferente. No entanto, enquanto o Munakata Taisha consagra todas as três em ilhas separadas pertencentes ao seu complexo, os templos filiais geralmente não o fazem. Qual kami eles consagram depende da história do templo e dos mitos atrelados a ele.

#### Templos Tenjin
A rede de templos Tenjin consagra o estudioso do século IX Sugawara no Michizane. Sugawara foi originalmente consagrado para apaziguar seu espírito, não para ser cultuado. Michizane foi injustificadamente exilado em sua vida, e foi, portanto, necessário de alguma forma aplacar sua raiva, que, acreditava-se, era a causa de uma praga e de outros desastres. Kitano Tenman-gū foi o primeiros dos templos dedicados a ele. Como em sua vida ele era um estudioso, ele tornou-se o kami do aprendizado, e durante o período Edo as escolas muitas vezes abriam templos filiais para ele. Outro templo importante dedicado a ele é o Dazaifu Tenman-gū.

#### Templos Shinmei
Enquanto o sistema legal ritsuryō esteve em uso, as visitas de pessoas comuns eram proibidas. Com o seu enfraquecimento durante o período Heian, as pessoas do povo também passaram a ser permitidas no templo. O crescimento da rede de templos Shinmei foi devido a duas causas concomitantes. Durante o final do período Heian, a deusa Amaterasu adorada inicialmente apenas no Santuário de Ise começou a ser reconsagrada em templos filiais através do mecanismo usual de kanjō. A primeira evidência de um templo Shinmei no Japão é dada pelo Azuma Kagami, um texto do período Kamakura que se refere à aparência do Amanawa Shinmei-gū em Kamakura. O Amaterasu espalhou-se para outras partes do país também por causa do fenômeno do tobi shinmei (飛び神明, Shinmei voador), a crença de que o Amaterasu voou para outros locais e assentou-se neles.

#### Templos Kumano
Os templos Kumano consagram as três montanhas: Hongū, Shingū, e Nachi (o Kumano Gongen (熊野権現)).  O ponto da origem do culto a Kumano é o complexo de templos Kumano Sanzan, que inclui o Kumano Hayatama Taisha (熊野速玉大社) (Shingu, Wakayama), o Kumano Hongu Taisha (Tanabe, Wakayama), e o Kumano Nachi Taisha (Nachikatsuura, Wakayama). Há mais de 3 mil templos de Kumano no Japão.

## Estrutura de um templo xintoísta

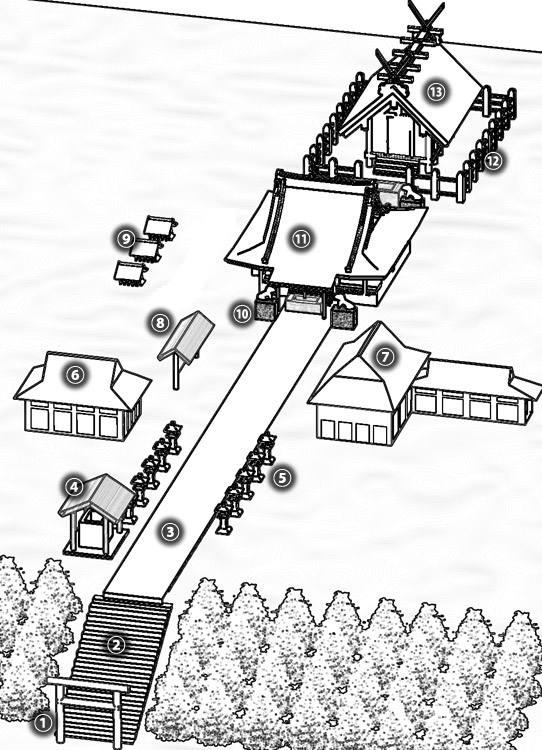
A composição de um templo xintoísta

Os itens abaixo são as partes mais importantes de um templo xintoísta.
1. Torii – Portão xintoísta
2. Escadas de pedra
3. Sandō – o caminho para o templo
4. Chōzuya ou temizuya – fonte da purificação para limpar as mãos e a boca das pessoas
5. Tōrō – lanternas de pedra decorativas
6. Kagura-den – construção dedicada a Noh ou à dança sagrada kagura
7. Shamusho – o escritório administrativo do templo
8. Ema – placas de madeira com orações ou desejos
9. Sessha/massha – templos pequenos auxiliares
10. Komainu –os famosos "cachorros leões", guardiões do templo
11. Haiden – oratório ou salão de orações
12. Tamagaki – cerca ao redor do honden
13. Honden – salão principal, que consagra o kami
14. No teto do haiden e honden são visíveis chigi (florões de telhados bifurcados) e katsuogi (toras horizontais curtas), ambos ornamentos comuns nos templos.

A planta geral de um templo xintoísta é de origem budista. A presença de varandas, lanternas de pedra e portões elaborados são um exemplo de sua influência. A composição de um templo xintoísta é extremamente variável, e nenhuma de suas características possíveis precisar estar necessariamente presente. Mesmo o honden pode estar ausente se o templo cultua um shintai natural próximo.
No entanto, como suas terras são sagradas, eles normalmente são rodeados por uma cerca feita de pedra ou madeira chamada de tamagaki, enquanto o acesso se torna possível por um caminho chamado de sandō. As próprias entradas são montadas por portões chamados de torii, que são geralmente o jeito mais simples de identificar um templo xintoísta.

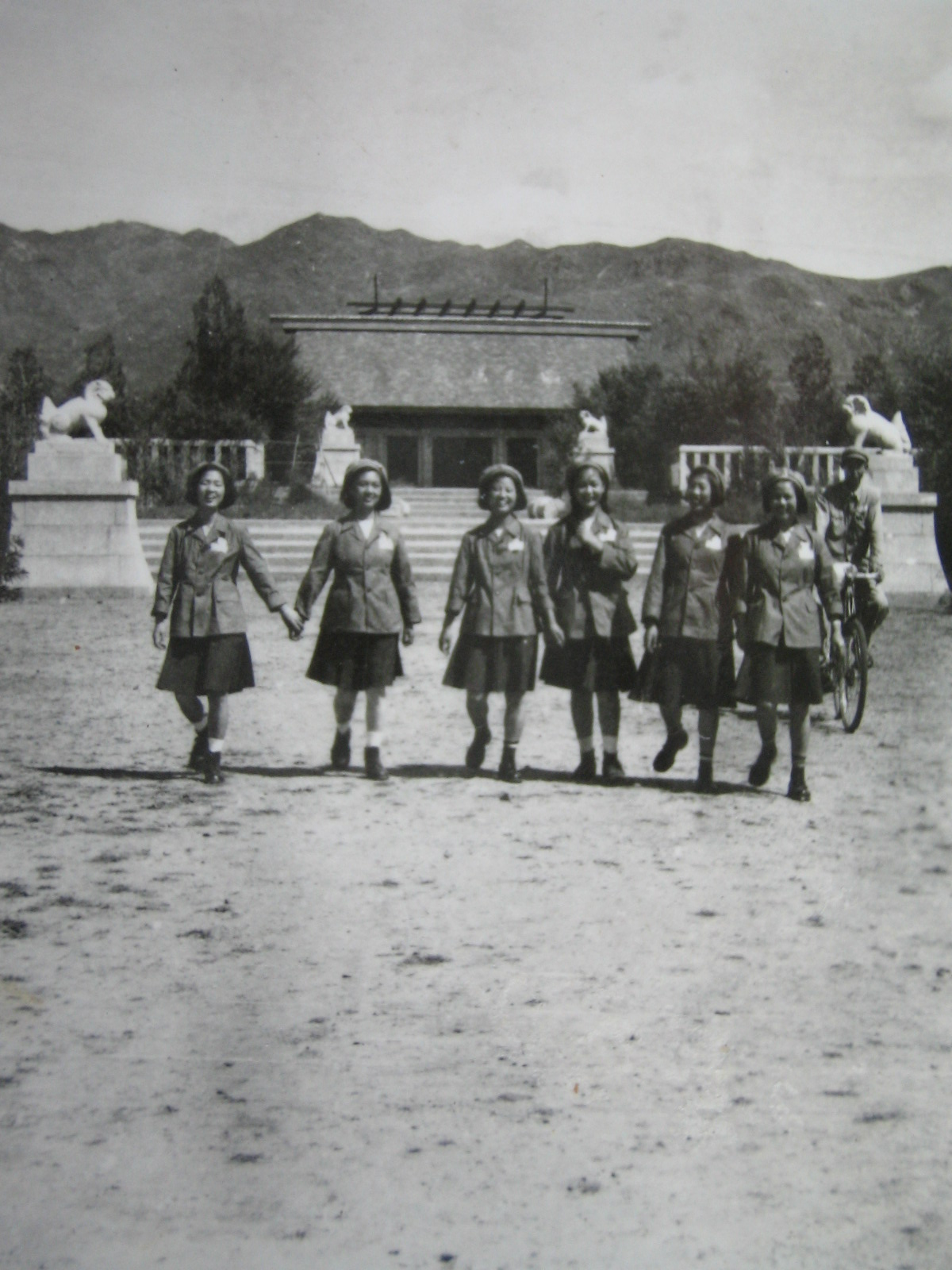
Santuário de Mengjiang em Zhangjiakou, Hebei, China, na década de 1960

Um templo pode incluir em suas terras algumas estruturas, cada um destinada a um propósito diferente. Entre elas, estão o já mencionado honden, no qual o kami está consagrado, o heiden ou salão de oferendas, onde as oferendas e orações são apresentadas, e o haiden ou salão de oração, onde pode haver assentos para os fiéis. O honden é a construção que contém o shintai, literalmente "o corpo sagrado do kami". Desses, somente o haiden está aberto aos fiéis. O honden geralmente se localiza atrás do haiden e é muitas vezes menor e não enfeitado. Outras características notáveis dos templos são o temizuya, a fonte na qual os visitantes limpam suas mãos e boca, e o shamusho (社務所), o escritório que supervisiona o templo.  As construções geralmente são adornadas por chigi e katsuogi, que sobressaem de seu telhado
Como explicado acima, antes da Restauração Meiji era comum que um templo budista fosse construído dentro ou próximo a um templo xintoísta ou vice-versa que um templo xintoísta fosse um subtemplo budista. Se um templo xintoísta abrigasse um templo budista, isto era chamado de jingūji (神宮寺). De forma análoga, os templos de todo o Japão adotavam um kami tutelar (chinju (鎮守/鎮主)) e construíam templos santuários (寺社, jisha) para abrigá-los. Após a separação forçada dos templos budistas e xintoístas (shinbutsu bunri) ordenada pelo novo governo no período Meiji, a conexão entre as duas religiões foi oficialmente cortada, mas na prática continuou e é visível ainda hoje.

## Estilos arquitetônicos xintoístas
As construções dos templos xintoístas podem possuir muitas configurações básicas diferentes, geralmente denominadas em homenagem a um honden famoso (por exemplo, hiyoshi-zukuri, denominada em homenagem ao Hiyoshi Taisha), ou uma característica estrutural (por exemplo, irimoya-zukuri, em homenagem ao telhado de quadril e gablete. O sufixo -zukuri neste caso significa "estrutura").
O telhado do honden é sempre empenado, e alguns estilos também possuem um corredor parecido com uma varanda chamado de hisashi (um corredor com largura de 1 ken cercando um ou mais lados do centro de um templo xintoísta ou budista).
Entre os fatores envolvidos na classificação, são importantes a presença ou ausência de:
- hirairi ou hirairi-zukuri (平入・平入造) – um estilo de construção no qual o edifício possui sua entrada principal no lado que corre paralelamente ao cume do telhado (lado não empenado). O estilos shinmei-zukuri, nagare-zukuri, hachiman-zukuri, e hie-zukuri pertence a esta classe.[44]
- tsumairi ou tsumairi-zukuri (妻入・妻入造) – um estilo de construção no qual o edifício tem sua entrada principal no lado que corre perpendicularmente ao cume do telhado (lado empenado). O taisha-zukuri, sumiyoshi-zukuri, ōtori-zukuri e kasuga-zukuri pertencem a este tipo.[44]

A galeria no final deste artigo contém exemplos de ambos os estilos.
As proporções também são importantes. Um edifício de um dado estilo muitas vezes deve ter certas proporções medidas em ken (a distância entre os pilares, uma quantidade variável de um templo xintoísta para outro ou mesmo dentro do mesmo templo).
Os estilos mais antigos são o tsumairi shinmei-zukuri, taisha-zukuri, e sumiyoshi-zukuri, que, acredita-se, antecederam a chegada do budismo.
Os dois mais comuns são o hirairi nagare-zukuri e o tsumairi kasuga-zukuri. Os templos xintoístas mais importantes e maiores tendem a ter estilos únicos.

### Estilos mais comuns
Os estilos a seguir são os dois mais comuns estilos de templo xintoísta no Japão.

#### Nagare-zukuri

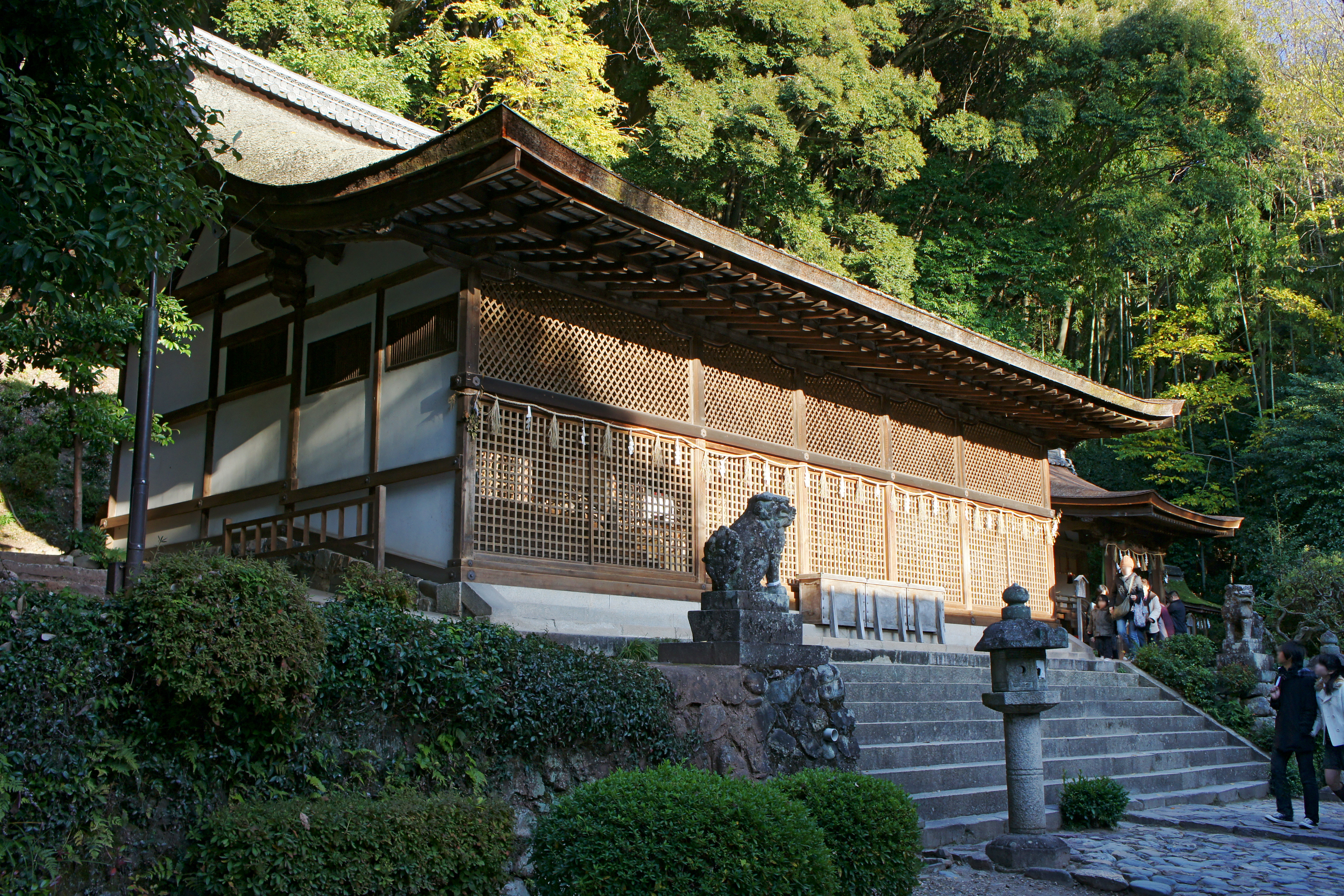
Santuário de Ujigami em Uji, Quioto

O nagare-zukuri (流造, estilo fluido) ou nagare hafu-zukuri (流破風造, estilo do telhado fluido) é um estilo caracterizado por um telhado gablete muito asimétrico (kirizuma-yane (切妻屋根) em japonês) que projeta para fora o lado não empenado, acima da entrada principal, para formar um pórtico.  Esta é a característica que dá o nome ao estilo, o mais comum entre todos os templos xintoístas do país. Algumas vezes a disposição básica que consiste de um núcleo (母屋, moya) elevado parcialmente cercado por uma varanda chamada hisashi (tudo sob o mesmo telhado) é modificado com a inclusão de uma sala em frente da entrada. O honden varia em cumprimento do tlehado de 1 a 11 ken, mas nunca é de 6 ou 8 ken. Os tamanhos mais comuns são de 1 e 3 ken. O templo xintoísta mais antigo no Japão, o Santuário de Ujigami de Uji, possui um honden do tipo. Suas dimensões externas são de 5x3 ken, mas internamente ele é composto de três santuários (内殿, naiden) medindo 1 ken cada.

#### Kasuga-zukuri

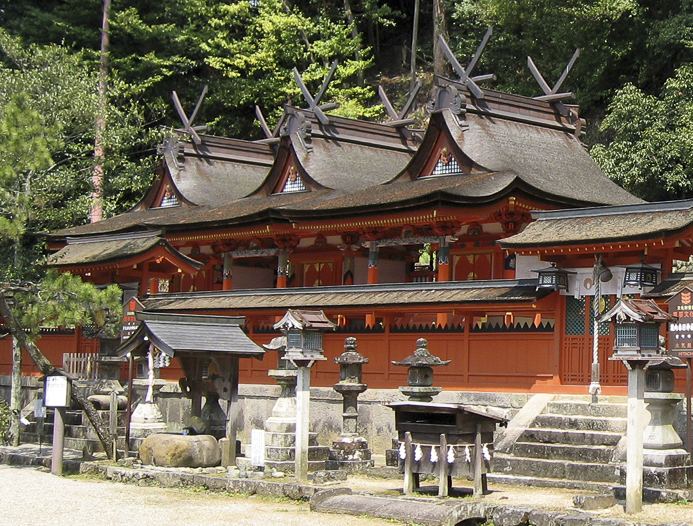
O honden no Santuário de Uda Mikumari Kami-gū é feito de prédios conjuntos de Kasuga-zukuri

O Kasuga-zukuri (春日造) como um estilo leva seu nome do honden de Kasuga-taisha. Ele é caracterizado pelo tamanho extremamente pequeno do edifício, de apenas 1x1 ken em tamanho. No caso do Kasuga Taisha, isso significa 1,9 m x 2,6 m. O telhado é empenado com uma única entrada com um fim empenado, decorado com chigi e katsuogi, cobertos com casca de cipreste e curvado para cima nos beirais. Estruturas de apoio são pintadas de vermelho, enquanto as paredes são brancas.
Depois do Nagare-zukuri, este é o estilo mais comum, com a maioria dos exemplos na região de Kansai ao redor de Nara.

### Estilo que antecedem a chegada do budismo
Os quatro estilos seguintes antecedem a chegada do budismo no Japão.

#### Disposição de templos xintoístas primitivos sem ohonden
Este estilo é raro, mas historicamente importante. Ele também é o único em que o honden, normalmente o centro de um templo, é ausente. Acredita-se que os templos deste tipo são remanescentes de como os templos xintoístas eram em épocas pré-históricas. Os primeiros templos não tinham honden porque o shintai, ou objeto de adoração, era a montanha na qual ele ficava. Um exemplo existente é o Santuário de Ōmiwa de Nara, que ainda não possui nenhum honden. Uma área perto do haiden (salão de cultos), sagrado e taboo, substitiu-o nos cultos. Outro grande exemplo deste estilo é o Santuário Futarasan, perto de Nikko, cujo shintai é o Monte Nantai.

#### Shinmei-zukuri

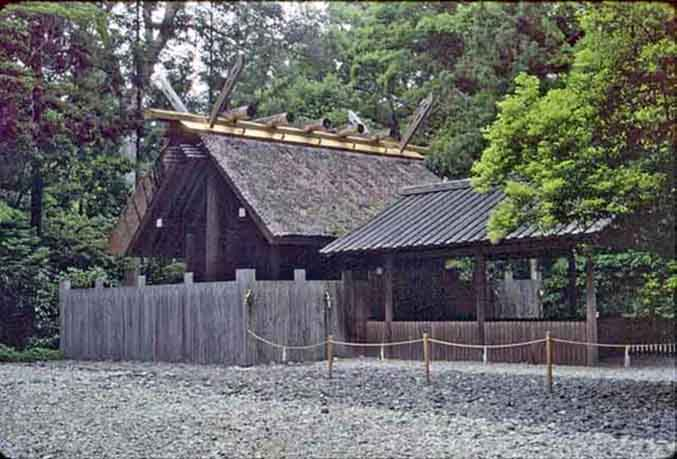
Um templo xintoísta em Ise

O shinmei-zukuri (神明造) é um estilo antigo típico do Santuário de Ise, o mais sagrado dos templos xintoístas. Ele é mais comum na província de Mie. Caracterizado por uma simplicidade extrema, suas características básicas podem ser vistas na arquitetura japonesa do período Kofun (250-538 d.C.) em diante e é considerado o auge da arquitetura tradicional japonesa. Construído em madeira aplainada e não finalizada, o honden tem um tamanho de 3x2 ken ou 1x1ken, tem um chão elevado, um telhado empenado com uma entrada em um dos lados não empenados, não tem curvas para cima nos beirais e toras decorativas chamadas de chigi e katsuogi salientes no cume do telhado. O exemplo existente mais antigo é o Santuário Nishina Shinmei.

#### Sumiyoshi-zukuri

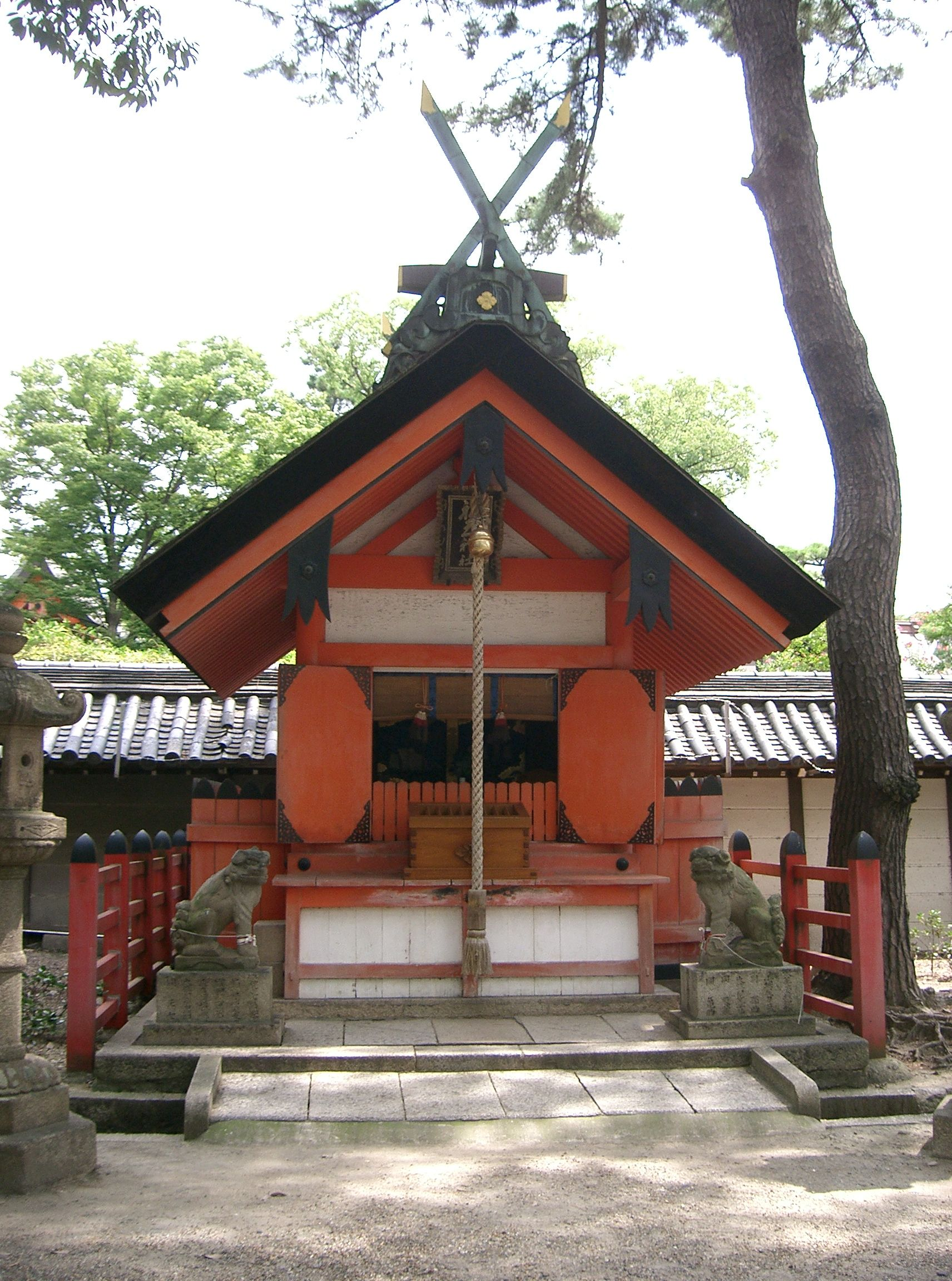
Funatama Jinja do Sumiyoshi Taisha

O sumiyoshi-zukuri (住吉造) leva seu nome do honden do Sumiyoshi Taisha de Osaka. O prédio tem 4ken de largura  e 2 ken de profundidade, sem uma entrada sob o telhado empenado. Seu interior é dividido em duas seções, uma em frente do (gejin (外陣)) e uma atrás do (naijin (内陣)) com uma entrada única na frente. A construção é simples, mas os pilares são pintados de vermelho e as parede de branco.
Supõ-esse que o estilo tenha sua origem da antiga arquitetura palacial. Outro exemplo deste estilo é o Sumiyoshi Jinja, parte do complexo de Sumiyoshi Sanjin na província de Fukuoka. Em ambos os casos, com em muitos outros, não há varanda.

#### Taisha-zukuri

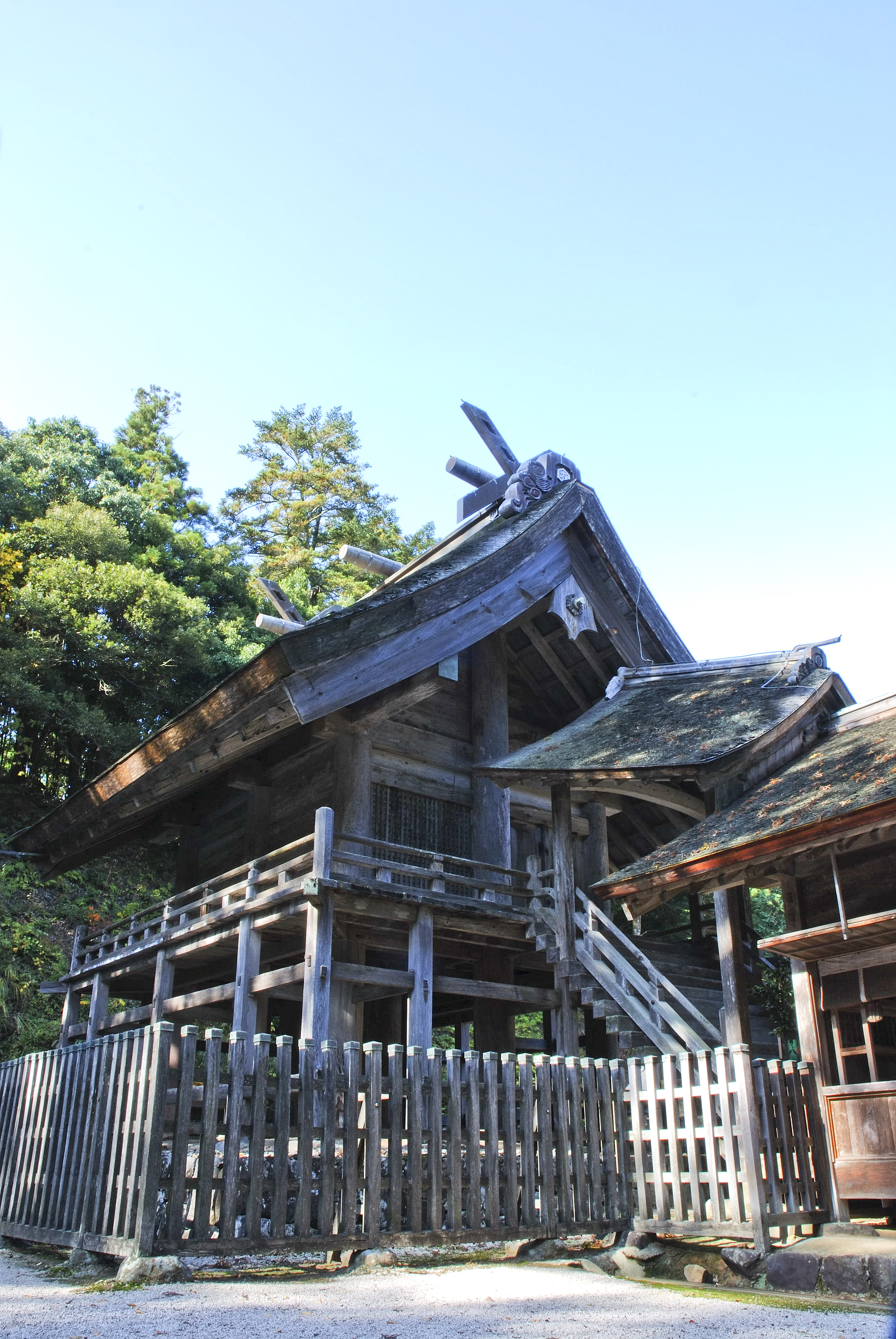
Honden do Kamosu Jinja

O taisha-zukuri ou Ōyashiro-zukuri (大社造) é o estilo de templo xintoísta mais antigo, leva seu nome do Izumo Taisha e, como o Grande Santuário de Ise, tem chigi e katsuogi, mais características arcaicas como pilares com pontas empenadas e um pilar central único (shin no mihashira). Como o seu piso é elevado com palafitas, acredita-se que ele tenha sua origem em celeiros com piso elevado semelhantes aos encontrados em Toro, na província de Shizuoka.
O honden normalmente tem uma entrada de 2x2 ken (12,46x12,46 m no caso do Izumo Taisha), com uma entrada na ponta empenada. As escadas para o honden são cobertas por um telhado de casca de cipreste. O exemplo mais antigo deste estilo é o honden do Kamosu Jinja, na província de Shimane, construído no século XVI.

## Interpretação dos nomes dos templos xintoístas

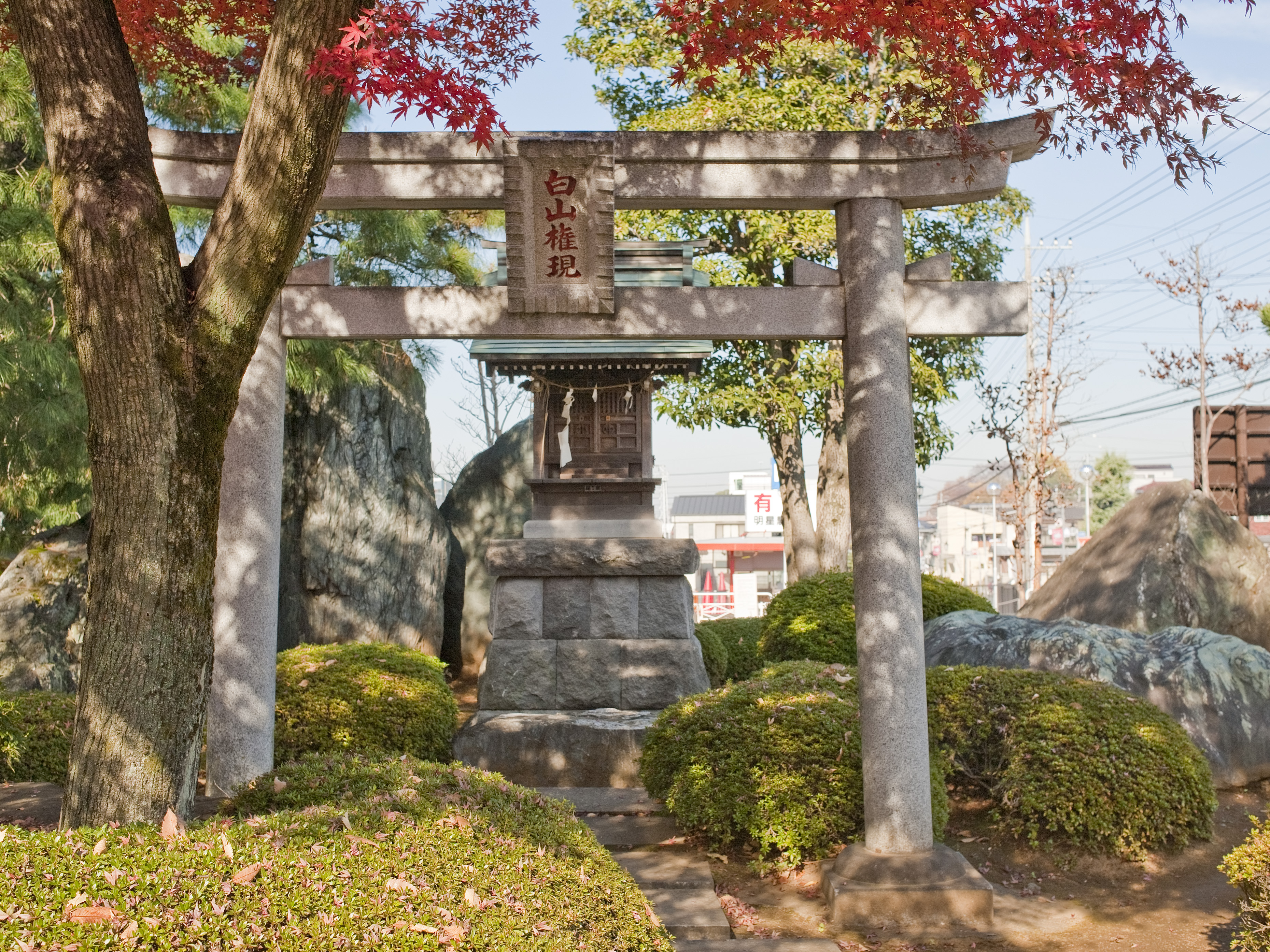
Um pequeno templo chamado, seguindo o costumo pré-Meiji.

A nomenclatura dos templos mudaram consideravelmente desde o período Meiji. Até então, a grande maioria dos templos eram pequenos e não tinha sacerdotes permanentes. Com algumas poucas exceções,  eles eram apenas uma parte de um complexo de templo budistas com xintoístas controlado pelo clero budista. Eles geralmente consagravam um kami tutelar local, portanto eles eram chamados com o nome do kami seguido por termos como gongen; ubusuna (産土), abreviação de "ubusuna no kami", ou a divindade guardiã do local de nascimento de alguém, ou myōjin (明神, grande kami). O termo jinja (神社), hoje em dia o mais comum, era raro. Exemplos deste tipo de uso pré-Meiji são o erro em {{japonês}}: Texto em japonês ou romaji necessário (ajuda) e o Kanda Myōjin.
Hoje em dia, o termo "templo xintoísta" ou "santuário xintoísta" é usado em oposição a "templo budista" para espelhar a distinção feita no japonês entre estruturas xintoístas e budistas. Essa única palavra em português, no entanto, traduz algumas palavras japonesas não equivalente, incluindo jinja (神社), como no Santuário Yasukuni; yashiro (社) como em Tsubaki Ōkami Yashiro; miya (宮) como em Watarai no Miya; -gū (宮) como em Iwashimizu Hachiman-gū; jingū (神宮) como em Meiji Jingū; taisha (大社) como em Izumo Taisha; mori (杜); e hokora/hokura (神庫).
Os nomes dos templos são descritivos e um problema difícil em lidar com eles é entender exatamente o que eles significam. Embora haja muita variação em sua composição, é geralmente possível identificar neles duas partes. A primeira é o nome próprio do templo, ou meishō (名称), a segunda é o shōgō (称号), ou "título".

### Meishō
O meishō mais comum é a localização onde se situa o templo, como por exemplo no caso de Ise Jingū, o mais sagrado dos templos, que localiza-se na cidade de Ise, província de Mie.
Com muita frequência, o meishō será o nome do kami consagrado. Um Santuário de Inari, por exemplo, é um templo dedicado ao kamiInari. Analogamente, um Santuário Kumano é um templo que consagra as três montanhas de Kumano. Um Santuário Hachiman consagra o kami Hachiman. O Santuário Meiji de Tóquio consagra o Imperador Meiji. O nome também pode ter outras origens, geralmente desconhecidas ou incertas.

### Shōgō
A segunda parte do nome define o status do templo.
- Jinja (神社) é o nome mais comum para um templo xintoísta.[51] Qualquer lugar que possui um honden (本殿) é um jinja.[2] Esses dos caracteres costumavam ser lidos como "kamu-tsu-yashiro" ou "mori", ambos significando "bosque do kami".[53] Ambas as leituras podem ser encontradas, por exemplo, no Man'yōshū.[53]
- Yashiro (社) é um termo genérico para templos santuários assim como jinja.[2][53]
- Um mori (杜) é um local onde um kami está presente.[2] Ele pode, portanto, ser um templo xintoísta e, de fato, os caracteres神社, 社 e 杜 podem todos ser lidos como "mori" ("bosque").[53] Esta leitura reflete o fato de os primeiros templos xintoístas serem simplesmente bosques sagrados ou florestas onde o kami estava presente.[53]
- O sufixo -sha ou -ja (社), como em Shinmei-sha ou Tenjin-ja, indica um templo menor que recebeu através do processo kanjō um kami de um templo mais importante.[51]
- Hokora/hokura (神庫) é um templo extremamente pequeno do tipo que pode ser encontrado, por exemplo, junto a estradas do país.[54]
- Jingū (神宮) é um templo de status particularmente alto que tem uma relação profunda com a Casa Imperial ou consagra um Imperador, como por exemplo no caso de Ise Jingū e do  Meiji Jingū.[51] O nome Jingū sozinho, no entanto, pode se referir apenas ao Ise Jingū, cujo nome oficial é apenas "Jingū".[51]
- Miya (宮) indica um templo que consagra um kami especial ou um membro da Casa Imperial como a Imperadora, mas há muitos exemplos nos quais é usado simplesmente como uma tradição.[2] Durante o período de regulação do estado, muitos nomes -miya foram trocados para jinja.
- -gū (宮) indica um templo xintoísta que consagra um príncipe imperial, mas há muitos exemplos nos quais é usado simplesmente como uma tradição.[51]
- Um taisha (大社)(os caracteres também são lidos como yashiro) é literalmente um "grande santuário" que era classificado como tal sob o antigo sistema de ranqueamento de templos xintoístas, o shakaku (社格), abolido em 1946.[2][55] Muitos templos xintoístas que carregam esse shōgō adotaram-no apenas após a guerra.[51]
- Durante o período feudal do Japão, os templos xintoístas começaram a ser chamados pelo nome de gongen, um termo de origem budista.[56] Por exemplo, no Japão ocidental, há ainda muitos templos Hakusan nos quais o próprio templo é chamado de gongen.[56] Como ele representa a aplicação da terminologia budista para o kami xintoísta, seu uso foi legalmente abolido pelo governo Meiji com o Ordem de Separação Entre Budismo e Xintoísmo (神仏判然令, Shin-butsu Hanzenrei), e os templos xintoístas começaram a ser chamados de jinja.[56]

Esses nomes não equivalentes em termos de prestígio: um taisha é mais prestigiado que um -gū, que por sua vez é mais importante que um jinja.

## Templos xintoístas com estruturas nomeadas como Tesouros Nacionais
Templos xintoístas que são parte de um patrimônio mundial estão destacados em negrito.
- Região de Tōhoku
  - Santuário de Ōsaki Hachiman (Sendai, Miyagi)
- Região de Kantō
  - Nikkō Tōshō-gū (Nikkō, Tochigi)
  - Rinnō-ji (Nikkō, Tochigi)
- Região de Chūbu
  - Santuário Nishina Shinmei (Omachi, Nagano)
- Região de Kansai
  - Onjō-ji (Ōtsu, Shiga)
  - Hiyoshi Taisha (Ōtsu, Shiga)
  - Santuário de Mikami (Yasu, Shiga)
  - Santuário de Ōsasahara (Yasu, Shiga)
  - Santuário Tsukubusuma (Nagahama, Shiga)
  - Santuário de Namura (Ryūō, Shiga)
  - Santuário de Kamo (Quioto)
  - Daigo-ji (Quioto)
  - Santuário de Toyokuni (Quioto)
  - Kitano Tenman-gū (Quioto)
  - Santuário de Ujigami (Uji, Quioto)
  - Sumiyoshi Taisha (Osaka)
  - Santuário Sakurai (Sakai, Osaka)
  - Kasuga-taisha (Nara)
  - Enjō-ji (Nara)
  - Santuário de Isonokami (Tenri, Nara)
  - Santuário Udamikumari (Uda, Nara)
- Região de Chūgoku
  - Sanbutsu-ji (Misasa, Tottori)
  - Izumo Taisha (Taisha, Shimane)
  - Santuário de Kamosu (Matsue, Shimane)
  - Santuário de Kibitsu (Okayama, Okayama)
  - Santuário de Itsukushima (Hatsukaichi, Hiroshima)
  - Santuário de Sumiyoshi (Shimonoseki, Yamaguchi)
- Região de Shikoku
  - Santuário de Kandani (Sakaide, Kagawa)
- Região de Kyūshū
  - Santuário de Usa (Usa, Oita)
  - Santuário de Aoi Aso (Hitoyoshi, Kumamoto)

## Kannushi

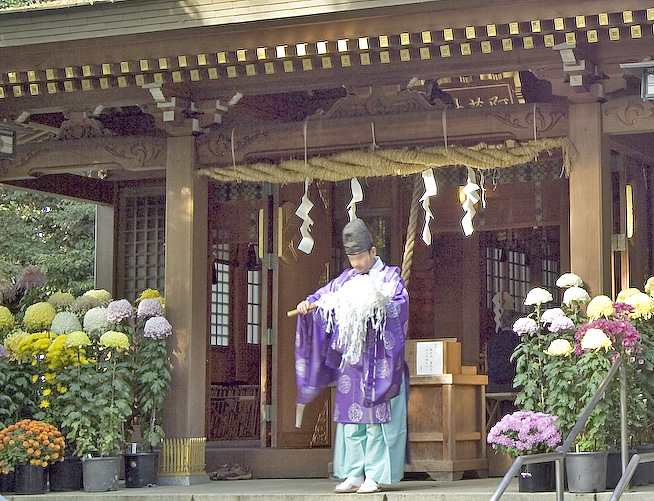
Um kannushi

O kannushi (神主, mestre kami) ou shinshoku (神職, empregado kami) é um sacerdote responsável pela manutenção do templo e por cerimônias oficiais. Esses dois termos nem sempre foram sinônimos. Originalmente, um kannushi era um homem sagrado que poderia fazer milagres e que, graças a rituais de purificação, poderia trabalhar como um intermediário entre os kamis e o homem, mas mais tarde o termo evoluiu para ser sinônimo de shinshoku, isto é, um homem que trabalha em um templo xintoísta e realiza cerimônias religiosas lá.
Tradicionalmente, a maioria dos templos xintoístas não tinham um kannushi' e eram mantidos por um comitê de fiéis chamado de Ujiko (氏子). Em um jinguji, os monges budistas tinham obviamente que manter tanto o templo xintoísta quanto o templo budista.

## Galeria

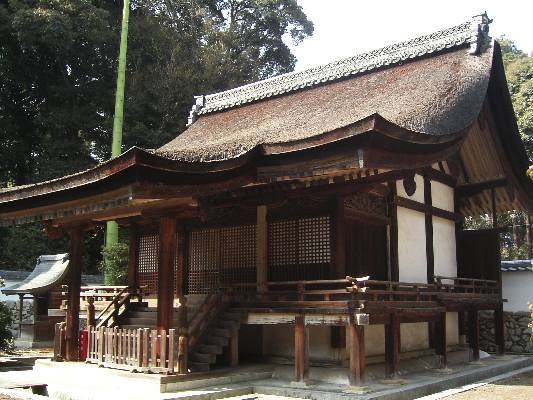
Estilo Hirairi: entrada para um lado sem
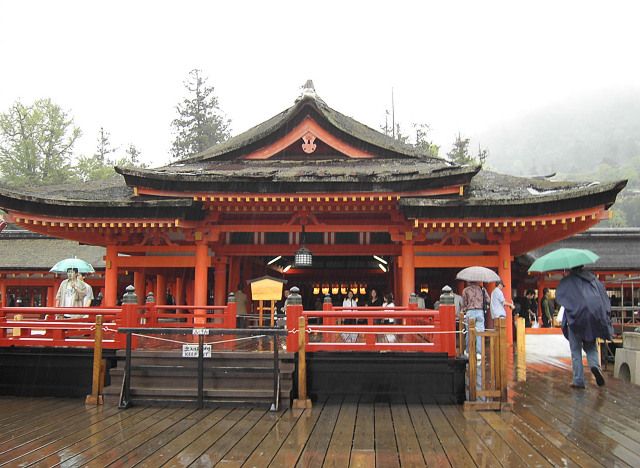
Estilo Tsumairi: entrada para o lado
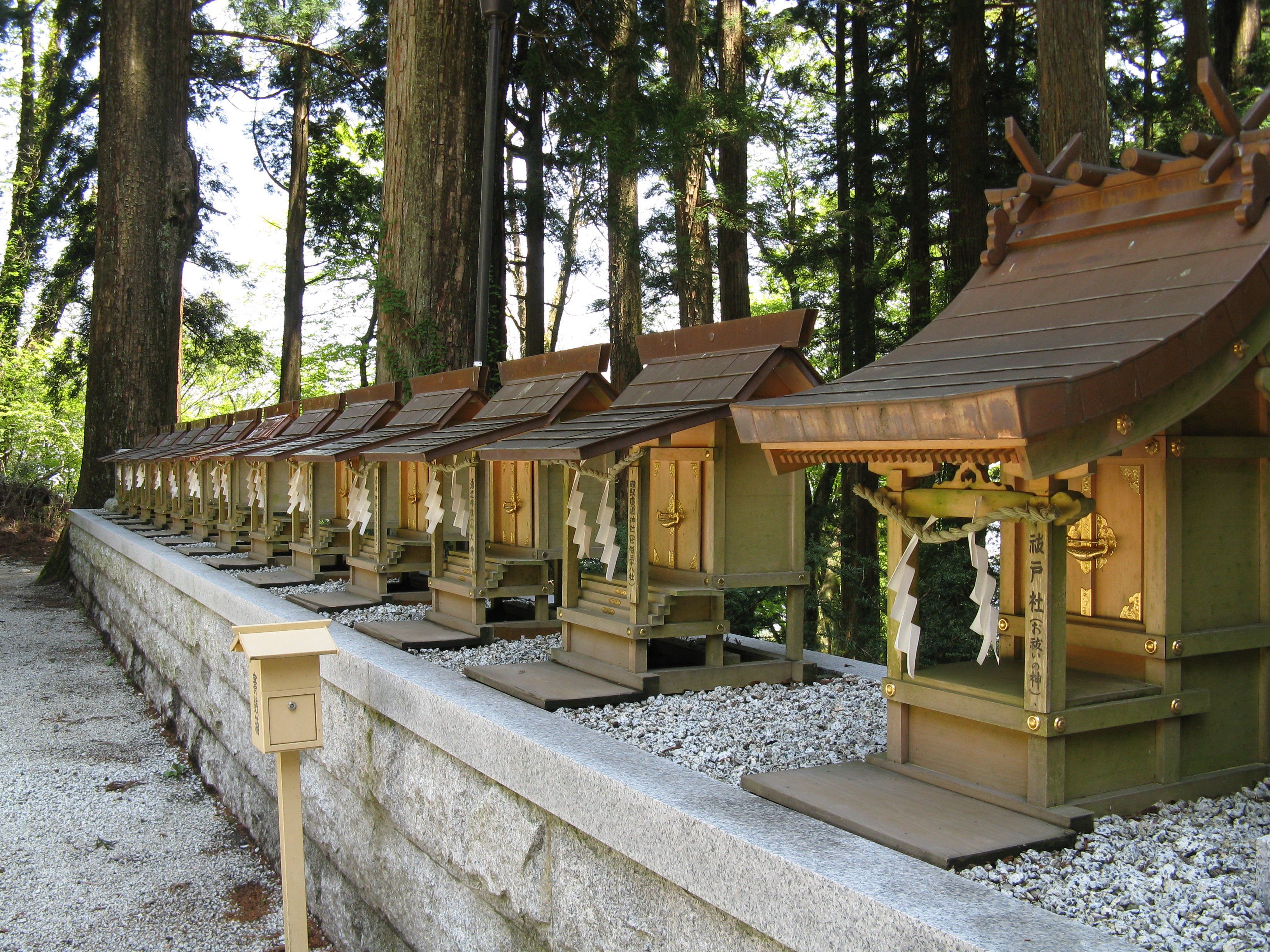
Alguns setsumassha
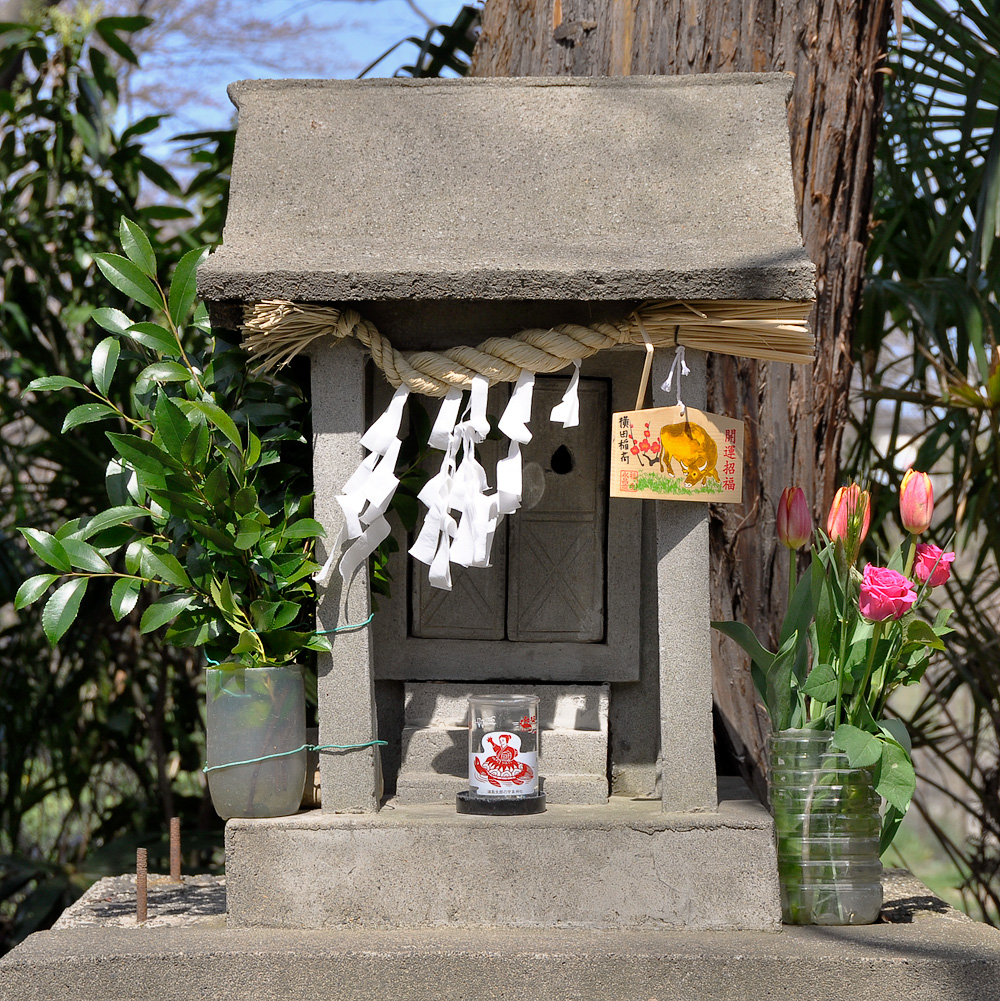
Um hokora
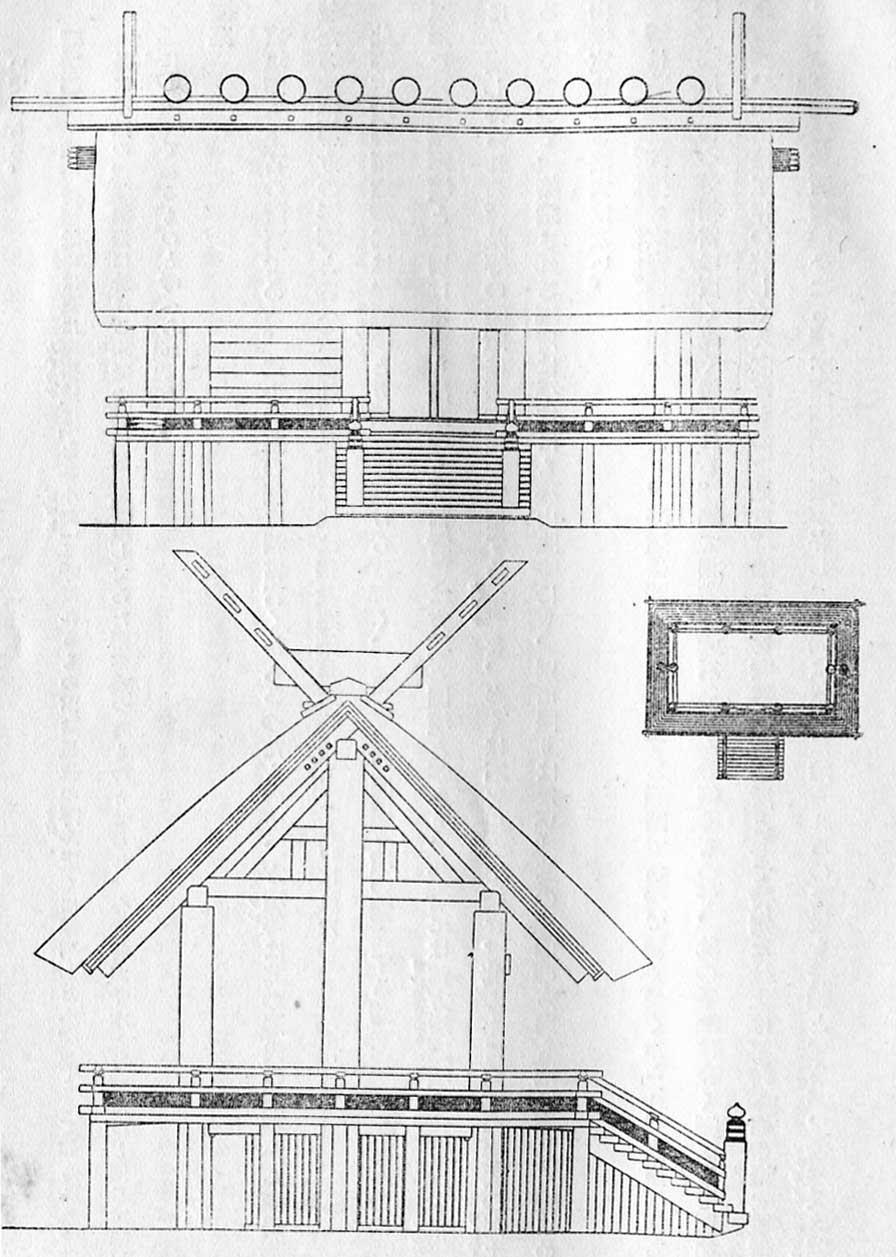
Shinmei-zukuri
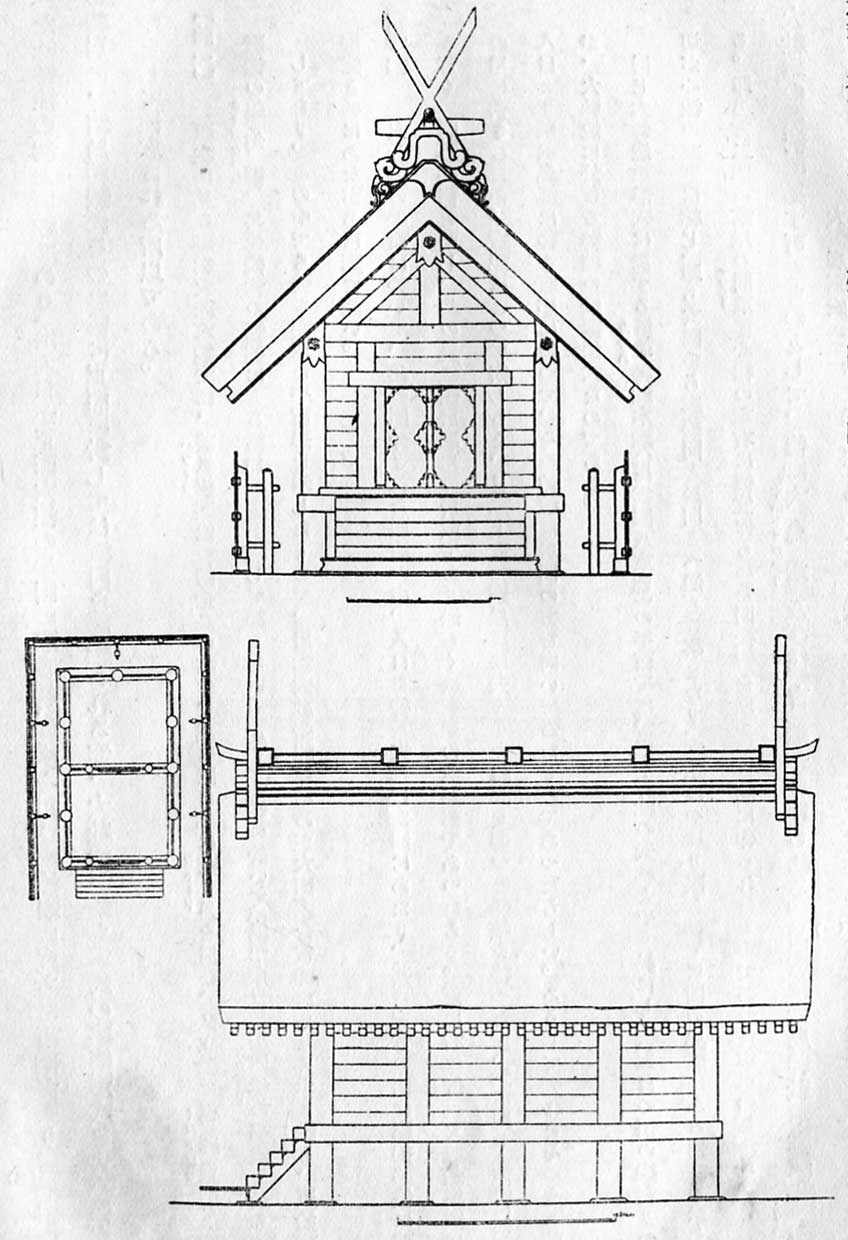
Sumiyoshi-zukuri
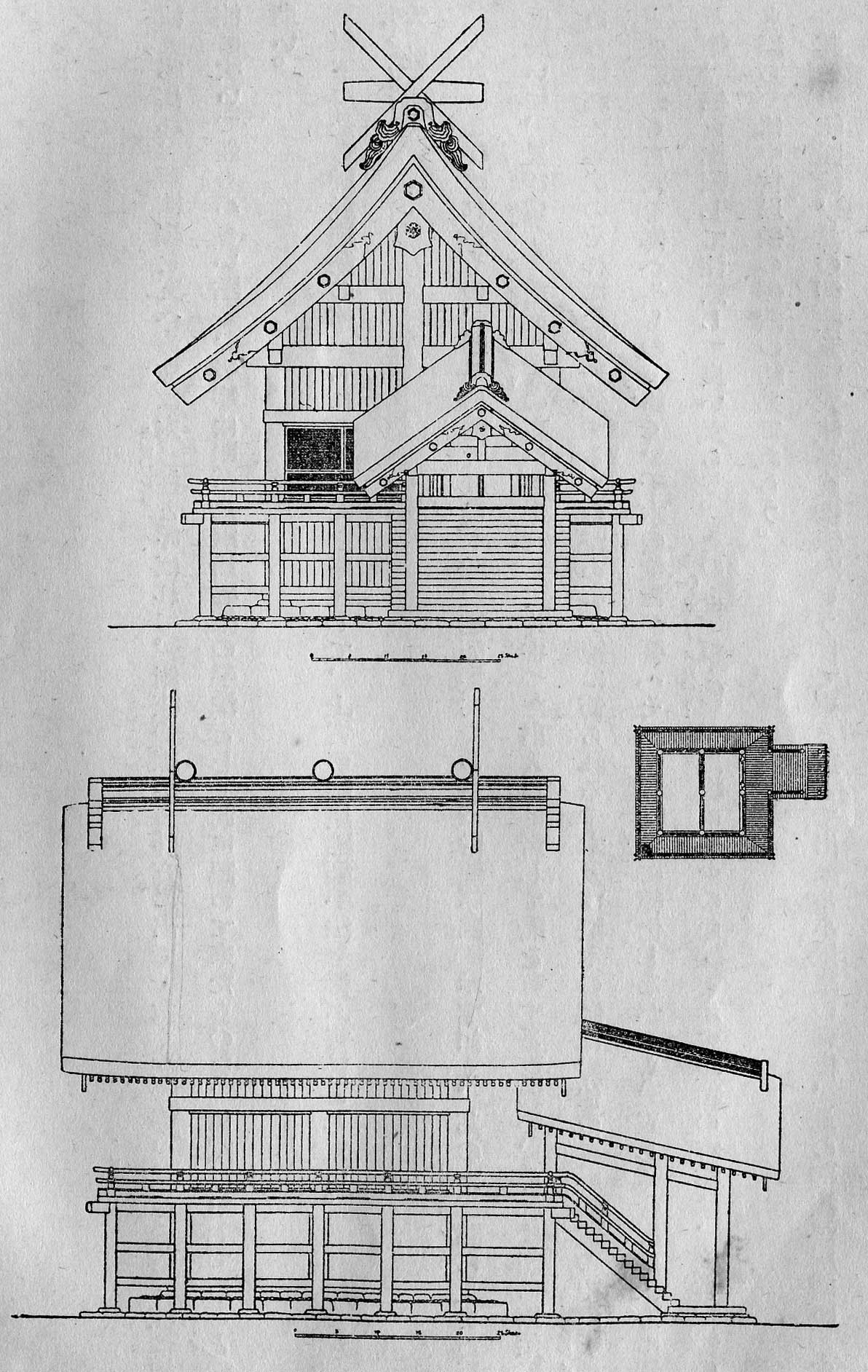
Taisha-zukuri, Izumo Taisha

### Outros estilos
Muitos outros estilos arquitetônicos existem, a maioria deles raros.